# ウルトラマンコスモス
『ウルトラマンコスモス』（ULTRAMAN COSMOS）は、2001年（平成13年）7月7日から2002年（平成14年）9月28日まで、毎日放送テレビ（MBSテレビ）・TBS系列で毎週土曜日18:00 - 18:30ほかにて放映された、円谷プロダクション制作の特撮テレビドラマ作品、および作中に登場する巨大変身ヒーローの名称。全65話（初回放映時は60話）。キャッチコピーは「強さとやさしさを兼ねそなえたウルトラマン」。
メディアミックス戦略として、放送期間中と放送終了後に計3作の映画版も製作された。第1作は本編の前日譚に相当し、テレビ放送の開始直後に夏休み映画として公開された。第2作・第3作は本編最終話の後のストーリーである。
劇場版については、以下を参照。
- ウルトラマンコスモス THE FIRST CONTACT
- ウルトラマンコスモス2 THE BLUE PLANET
- ウルトラマンコスモスVSウルトラマンジャスティス THE FINAL BATTLE

## 概要
ウルトラシリーズ35周年&初期のウルトラシリーズの監修を務めた円谷英二生誕100周年記念として製作されたウルトラシリーズの21世紀最初のテレビシリーズ。
当初は2001年10月に放映開始予定だったが、2001年7月7日が円谷英二生誕100周年に当たるということで3カ月繰り上げて放映開始された。2001年3月上旬に本編パート、半月後に特撮パートがクランクインした。
ウルトラマンコスモスは、テレビシリーズでは『ウルトラマン80』以来となる宇宙から来たウルトラマンであることが明言され、また、主役ウルトラマンとしては初となる基本形態が青いウルトラマンである。
怪獣と人間の共存を願いむやみに殺傷せず、その一方で邪悪な敵には敢然と立ち向かう新しいウルトラマン像の創造を目指した作品である。これまでのシリーズ作品とは異なり、作品中に登場する怪獣を「人間に害を及ぼす可能性はあるが、基本的にコミュニケーションおよび共存が可能である存在」と定義し、「倒すべき相手」ではなく「捕獲して保護地域に隔離することにより守られるべきもの」として描いている。そして主人公の青年・春野ムサシは、超常現象を調査したり怪獣を保護したりする組織「TEAM EYES（チーム アイズ）」に所属している。
ウルトラマンコスモスは、何らかの原因で暴れ出した怪獣と戦うが、殺傷せずに怪獣を無害化して保護する。怪獣が暴れる理由については、怪獣を偏見の目で見たり、頭ごなしに敵視する人間側のいたずらな攻撃や、怪獣に取り憑いて凶暴化させるカオスヘッダーという敵役が設定された。また、当時人気を博していたポケットモンスターシリーズの影響も指摘される。プロデューサーの渋谷浩康は、高い年齢層に設定していた平成ウルトラシリーズ映画作品での動員の主流が予想よりも低年齢であったことを踏まえ、子供の目線を意識した慈愛のウルトラマンを設定したとしている。怪獣をむやみに倒さない優しいウルトラマンは、怪獣を倒すカタルシスがないと批判するウルトラシリーズのファンも存在した一方で、作品の主な視聴者である未就学児童とその親に概ね歓迎された。
毎日放送は『ウルトラマンティガ』から本作品まで、シリーズをTBS系列土曜18時枠で放送してきたが、同枠は後番組『機動戦士ガンダムSEED』以降完全アニメ枠となる。またこの作品を最後に次作『ウルトラマンネクサス』からは制作局を毎日放送から中部日本放送に移し、それに伴い、TBS系列でのウルトラシリーズの放送枠は以降、流動的に変化する。
ドラマとしてのウルトラシリーズ中、最長の5クール・全65話が制作される。制作費は「平成ウルトラマン」の30%ほど縮小したため、本作品はドラマパートがビデオ撮影に変更されたが、特撮パートは従来通りの16mmフィルム撮影で行われた。次作の『ウルトラマンネクサス』以降は、特撮パートもビデオ撮影に移行したため、実質的には本作品がテレビシリーズとしては最後のフィルム作品となった。『ウルトラマンティガ』・『ウルトラマンダイナ』・『ウルトラマンガイア』の3作は予算オーバーや過密スケジュールが続いたことから、本作品以降は予算やスケジュールを厳密に管理しながらの制作となった。そのため中盤から終盤では同じ舞台セットの連続使用が続いた。
本作品の音楽は『ウルトラセブン』、『帰ってきたウルトラマン』、『ウルトラマンA』、『ウルトラマンレオ』、『ザ☆ウルトラマン』、『ウルトラマン80』、『ウルトラマンネオス』で劇伴音楽を担当した冬木透が担当した。
脚本を務めた武上純希によると旧作の怪獣を再登場させる案があり、新たなテレビシリーズであることから旧作のイメージを活かしたニュースタンダードが目指されたが、結局は劇場版にバルタン星人が登場しただけに留まっている。ただし、ピグモンのオマージュであるミーニンなど、過去に登場した怪獣をオマージュした怪獣は、本編中に何体か登場している。この案が本格的に導入されるのは、次々作『ウルトラマンマックス』以降の作品からとなる。
本作品終了直後にバンダイ（バンダイナムコグループを含む）の村上克司が定年退職しており、アニメ特撮作品を含み村上のバンダイナムコグループ在籍時最後の映像コンテンツ作品である。

## ストーリー
ウルトラマンコスモスが初めて地球に来訪し、春野ムサシと出会ってから8年後の西暦2009年。怪獣たちは保護区域に隔離され、人類と共存している。
ある日、宇宙から光る物体が飛来し、保護区域にいた怪獣リドリアスに憑依。リドリアスは禍々しい姿に変貌し、暴れだした。SRC宇宙開発センターのパイロット候補生となっていたムサシはリドリアスを助けようとして窮地に陥るが、ウルトラマンコスモスに助けられた。
リドリアスを救ったムサシはコスモスと一心同体となり、その勇敢な行為からムサシはSRCの特捜部隊・TEAM EYESに入隊。彼らは怪獣たちを保護しながら、「カオスヘッダー」と名付けられた敵と対峙していく。

## 主な登場人物

### TEAM EYESメンバー
TEAM EYES全員の隊員の名前の最初には、すべて自然を現す漢字が当てられている。ムサシを除いたメンバーは、劇場版第2作まで全員TEAM EYESに所属していたが、劇場版第3作の時点では隊長に昇進したフブキを除いてEYESから離れている。
春野 ムサシ（）
本作品の主人公。SRC宇宙開発センターの宇宙パイロット候補生で、少年時代にウルトラマンコスモスと出会って真の勇者を目指している。1990年生まれの19歳。旧名は五十畑ムサシ。
カオスヘッダー襲来時にコスモスと再会して一心同体となった後、リドリアスをおとなしくさせるために単身立ち向かった勇敢な行動を評価されてヒウラにスカウトされてTEAM EYESに入隊する。
社交的で明朗快活な性格だが、時に失言を発してしまい、顰蹙を買うこともしばしば。人類と怪獣や地球外生命体との共存というEYESの使命を全うしようと懸命に任務に取り組むがその分無茶をし、窮地に陥ることも少なくないが、最後まで奇跡を信じあきらめない自身の行動は今まで現実だけを見がちだった他の隊員たち（特にフブキ）にも始めはあきれながらも次第に感化されるようになる。しかし怪獣保護に対する理想と現実に苦悩することもあり、第28話ではEYESの怪獣保護の姿勢が世間から認められていないと焦り「怪獣を守る力」を求めるあまりエリガルを死なせてしまい、第32話ではSRCが開発途中だったドリームスリープの完成に鏑矢諸島の怪獣たちを実験台にすることに終始反対しヒウラの命令に背いて前線に出たこともある。後半以降はコスモスと一心同体と知ったカオスヘッダーや様々な侵略者たちに直接襲撃される回数も多かったが、それらの困難を乗り越えて成長していった。
最終章で、カオスヘッダーが「心」を持ったことに気付き、コスモスを含む周囲が決闘に望もうとする中、ただ一人その姿勢に疑問を持ち続け、カオスヘッダーも救おうと決意。コスモスやEYES、リドリアスら怪獣たちと共にカオスヘッダーの心から憎しみと怒りを取り除いて、救うことに成功。分離したコスモスからも「真の勇者」になったと認められ、コスモスと涙を流しながら別れた。
『ウルトラマンコスモス THE FIRST CONTACT』
ウルトラマンに会うことと、宇宙飛行士となって火星に行くことを夢見る小学5年生。宇宙科学技術者の父親、五十畑浩康を3歳の時に宇宙ロケット事故で亡くす。天体観測をしている際にウルトラマンコスモスと出逢う。
『ウルトラマンコスモス2 THE BLUE PLANET』
本作品の2年後のため22歳。コスモスと分離後にTEAM EYESを退任、SRC宇宙開発センターに移籍し、念願のアストロノーツとなった。
ツトムの結婚式に出席するために向かったサイパンでかつてのSRC隊員キドと再会、TEAM SEAの臨時隊員となる。その後北九州にスコーピスが出現した際にコスモスと再会し、再び一つとなる。
『ウルトラマンコスモスVSウルトラマンジャスティス THE FINAL BATTLE』
前作に引き続き宇宙開発センターのアストロノーツを務める。怪獣たちを惑星ジュランに移住させる「ネオユートピア計画」を進める。
すべてを守るために再びコスモスと一体化するもジャスティスに敗れ、異次元に閉じ込められた（そのため、この作品ではジュリやフブキたちに比べると出番が少ない）が、仲間のフューチャーエナジーで復活した。
『大怪獣バトル ウルトラ銀河伝説 THE MOVIE』
別次元のムサシがZAP SPACYのクルーとして登場。
『ウルトラマンサーガ』
バット星人の巨大円盤が遊星ジュランに現れたことで再びコスモスと一体化、バット星人の実験場となった別宇宙の地球フューチャーアースへ向かう。そこで出会ったウルトラマンゼロ＝タイガ・ノゾム、ウルトラマンダイナ＝アスカ・シンと共闘、さらに融合してウルトラマンサーガになる。事後は、遊星ジュランへ帰還した。
アヤノと結婚し1人息子のソラが誕生しており、家族で遊星ジュランに住んでいることが明かされる。
テレビシリーズ当時と比べると落ち着いて大人びた性格になっており、タイガをやさしく諭したり子どもたちと談笑したりしている。
『劇場版 ウルトラマンギンガS 決戦!ウルトラ10勇士!!』
コスモスとしてエタルガーと戦っていたが敗北し、コスモスの封印直前に分離させられた。時空城と共にウルトラマンギンガたちの宇宙にたどり着いた後、エタルガーを追ってきたウルトラマンゼロと共にエタルガーを倒すために、ヒカルとショウにある特訓を課す。
- 脚本を担当した小林雄次は、テレビシリーズのムサシであればアレーナと戦うべきか葛藤したであろうが本作品では達観してヒカルとショウに任せているとしており、先輩としての貫禄を表現している。

ヒウラ・ハルミツ
TEAM EYESの隊長。33歳。元SRC研究セクションの研究員で、MITIにも所属していた。他の隊員たちからは親しみを込めて「キャップ」と呼ばれ、信頼されている。EYESにムサシの資質を見抜いてスカウトした人物でもある。漢字表記は「日浦晴光」。
基本的に穏和で紳士的な性格だが、理系の頭脳と豪快な行動力で部下を引っ張って職務に当たり、自らテックサンダーに搭乗して現場に出ることも多い。元恋人で、友達以上恋人未満な間柄の科学者、サワグチ・ヤスエからは「大雑把で不完全」と評されているが、隊員たちを厳しく、そして温かく見守る気持ちは本物で、木本博士からも評価されている。また、怪獣や地球外生命体の対応を巡って、自ら統合防衛軍と真っ向から対立する姿も多く見られた。
第55話でサワグチから宇宙開発センターに見送りに来るようにと「抜き打ちテスト」を申し込まれたが、ガモランII保護の任務に没頭しすぎたために、見送りには間に合わず「落第点」とみなされ、2人の関係は進展しなかった（しかし、後日サワグチからの手紙で「追試」という再度のチャンスを与えられ、喜んでいた）。
フブキ、アヤノ同様、ムサシ＝コスモスであることに気付いていたがずっと胸に秘めており、物語終盤、コスモス救援のためにフブキが自らにそれを告げようとしたとき、P87ポイントのカオスヘッダー殲滅任務優先のためにそれを大声で遮って言わせなかった。しかし本当は他の隊員同様ムサシを心配しており最後までムサシを見殺しにできず途中で軌道を外れて単独で救出に向かった。
- 企画書の段階では少し固い印象であったため、嶋なりにアレンジして、そのイメージのままに演じたという。隊員との距離感を縮める試みの一つとして、「隊長」ではなく「キャップ」と呼ばれ、指令室で隊員に「行ってこい！」というのではなく、現場に自らも積極的に赴いている。
- ヒウラ役の嶋は、過去に演じた『超獣戦隊ライブマン』の強い印象のレッドのイメージを払拭できるかどうか少し不安であったが、従来の隊長像とは異なり、「隊員と距離感が近く、失敗もするし、ズッコケもする隊長にしたい」とプロデューサーの渋谷に言われたことから、少し人間味のある三枚目のようなイメージを嶋に求められたことが嬉しく、自身が演じることで「こんな隊長もいる」と感じてもらえるならやりがいがあると思い、その手の演技に自信があったため、すぐに不安が晴れたという。

『ウルトラマンコスモスVSウルトラマンジャスティス THE FINAL BATTLE』
TEAM EYESを退任しており、SRC技官と大学教授を兼任している。

ミズキ・シノブ
TEAM EYESの副隊長。28歳。元防衛軍パイロット。SRCの怪獣保護の理念に共鳴してEYESに入隊した。女性ながら他の隊員たちからは「リーダー」と呼ばれ、怪獣保護の任務に謙虚に取り組み、ヒウラ同様信頼されている。冷静沈着な戦闘のプロで、前線に出て指揮を執る場合が多い。漢字表記は「水木忍」。
防衛軍時代の元上官・竹越真一に、「かつての上官とその部下」以上の想いを持っていたが、第18話で「TEAM EYES の一員であることが、今の自分の幸せ」と吹っ切る。また、SRC医師のカワヤからは、数回に渡って求愛され、そのたびに一蹴してきたが、第35話を機に関係が少々変わり始め、第58話のラストで自らカワヤにキスをするまでになった。
『ウルトラマンコスモスVSウルトラマンジャスティス THE FINAL BATTLE』
EYESを退任後は防衛軍に戻り、教官に復帰する。

フブキ・ケイスケ
防衛軍出身の隊員。23歳。SRCの科学力に魅力を感じてEYESに入隊した。漢字表記は「風吹圭介」。
クールな性格だが、短気でやや攻撃的な一面もあり、SRCの甘い理念には当初は危機感を抱き、攻撃的な態度を怪獣に取るなど共感できずにいた。そのため、怪獣への対応を巡って他の隊員との対立もしばしばあった。特にムサシとは性格が全く逆なことから火花をちらす場合が多いが、後に彼との関係も氷解し、ムサシと春風コンビ（ヒウラ命名）を組むことになり、良きライバルや良き友な関係となっていく。それと同時に、EYESの仲間たちとの触れ合いやコスモスとの出会い、数々の任務を経て怪獣保護の理念には強い意思を持つように目覚める。
反面、お化けなどのオカルトは苦手なようで、調査現場で自分のドッペルゲンガーを見た際は自分は死ぬのかと怖がり、そこで知り合ったオカルト好きの女子大生・三条寺カスミにすがっていた。後に、彼女とは一緒にカラオケに行く仲にまでになる。
中盤以降、「生ぬるい組織」とEYESを馬鹿にしたナガレに「曇った目で見てる」と言い返したり、防衛軍時代の上官・佐原がEYESを防衛軍に統合しようと話を持ち掛けて来た際にはEYESの姿勢は崩さないと堂々と表明する場面をみせ、ムサシ以上に成長が体現された男でもある。カオスウルトラマン戦でムサシを救った際に彼がコスモスではないかと疑い、後に確信したが、長い間自分の心の中にしまっていた。
防衛軍空手選手権三連覇の記録を持つが、少年時代は体が弱く、群馬県の蛍ヶ村で鍛えていたという過去や、プリンが好物な甘党という一面も持つ。テックサンダーの操縦時にはサングラスを着用することが多い。
幼いころにサヤカという妹が亡くなったり、かつての同僚だったミサキ・アイを失うなど、悲しい過去も幾つかある。
『ウルトラマンコスモスVSウルトラマンジャスティス THE FINAL BATTLE』
本編終了後、主要メンバーを退任し、第2世代のTEAM EYES（新生TEAM EYES）結成の際に第1世代のTEAM EYESでの能力が評価されて隊長（キャップ）に昇格した。デラシオンの脅威を前に、最後まで希望を捨てずに立ち向かう姿勢を見せ、部下たちにもそう呼びかけている。

ドイガキ・コウジ
EYESのメカ開発担当の科学者。25歳。高知県出身で、大学卒業後にEYESに入隊した。元MITIの研究員で、ヒウラの後輩でもあった。漢字表記は「土井垣浩次」。
マイペースな性格で、チームのムードメーカー的存在。生物学や物理学、擬似科学的分野など幅広い分野を持つ天才科学者を自称する博覧強記な巨漢の青年だが、そんな第一印象とは裏腹に蚤の心臓で気が小さい一面もある。テックスピナーなど様々なメカ・装備を開発し、遺物の分析など手広く裏方の仕事をこなす。作戦の立案はドイガキによるものが多い。テックサンダー3号の操縦には当初苦手意識を持っていてなかなかうまく乗りこなせなかったが、見事に克服する活躍を見せた。
実家は土佐のかつお漁師。家業を継がなかったため、父親とは関係はあまり良くない。
大学時代の友人・吉井ユカリとは、複数の事件を通してその関係を深め合っていき、ついに婚約までした。
フブキからコスモス＝ムサシであることが明かされた際、シノブは直前のヒウラ、フブキ、アヤノの会話からそれを察したが、ドイガキは明かされても最初は信じられずにおり、TEAM EYESの中ではムサシの正体を最後に知った人物である。
『ウルトラマンコスモスVSウルトラマンジャスティス THE FINAL BATTLE』
EYESを退任後はSRC科学セクション主任として登場する。コスモスの生体エネルギーを頼りに、ムサシを捜索する。ミーニンのことを忘れていたらしい。

モリモト・アヤノ
主に通信・データ分析オペレーターを担当する女性隊員。司令室の超高性能コンピューター「エイジャーMAX」を使いこなす活発な19歳。神流市出身。漢字表記は「森本綾乃」。
オリジナルセブンのキョウコに憧れて、趣味であるピアノを用いて、日々怪獣や宇宙人を癒やす音楽を作曲している。
EYESでは最年少だが、ムサシより10か月先輩。若干甘えん坊で美男子に惚れっぽく、好奇心旺盛な性格で、他の隊員から子ども扱いされることも少なくないが、本人はそれを嫌っている。そのため当初はやたらとムサシを後輩扱いし、「先輩」と呼ばせようとしていた。だが、隊員としての自覚はきちんと持っており、少女時代に憧れの青年からもらった「カエルの騎士」のキーホルダーにその信念を込めて常に携帯している。怪獣に対する愛情もムサシに負けないほど持ち、中盤以降は怪獣保護の現場に出て活躍するようになる。
単独でテックサンダー3号を操縦した時には、コクピットの電飾板に若葉マークを、シェパードを運転して現場に出動した際にはカエルの騎士のステッカーをそれぞれ貼り付けていた。
食べることが趣味で、ストレス解消のために美味しいものを食べている。
ムサシのことは「ムサシ隊員」と終盤直前まで呼んでいたが、徐々に彼に惹かれていき「ムサシ」と呼び捨てるようになり、そのころにフブキ同様、ムサシがコスモスであることに薄々感づいていた。
『ウルトラマンコスモスVSウルトラマンジャスティス THE FINAL BATTLE』
EYESを退任後は鏑矢怪獣保護区の管理員になった。「ムサシが一番会いたい奴」とフブキが噂しており、なかなか会えないようである。ムサシ消失後、真っ先に宇宙開発センターに駆けつけ、ムサシの認証票を見つける。
『ウルトラマンサーガ』
ムサシと結婚し姓が「春野」に変わっている。遊星ジュランに移住し息子のソラを儲けていたことが明かされる。

### SRC職員
木本研作については、ウルトラマンコスモス THE FIRST CONTACTを参照。
イケヤマ
怪獣保護管理センターの管理官。怪獣に深い愛情を注ぐ好人物であると同時に、ムサシの良き理解者でもあり、彼の相談に乗ることもしばしばある。
『ウルトラマンコスモスVSウルトラマンジャスティス THE FINAL BATTLE』
引き続き鏑矢怪獣保護区の管理官として登場。モリモトアヤノの上司という立場で、ミーニンと共に駆けつけ、ムサシ捜索に活躍した。

新見 あづさ（）
SRCメディカルセンターの医師。33歳。穏やかな性格で、EYESのメンバーのホームドクター的存在。シリーズ前半までの登場。
本田 弘子（）
トレジャーベースのメディカルの看護師。新見のサポートをすることが多い。
大森 登（）
第8話に登場したSRC科学分析センターの科学者。自身の発明品であるドリームシアターをEYESに提供した。
右田（）
カワヤの助手のSRCの医師で、彼の一番弟子でもある。休み時間にルールを無視して、カワヤとキャッチボールをしていたこともある。
サワグチ・ヤスエ
民間からヘッドハンティングされ、SRC創成期から所属している科学者。彼女の開発したメカの多くが現在のSRC装備の基本となっている。ヒウラとは昔交際をしており、現在も友達以上・恋人未満な間柄で、「完璧過ぎることが欠点だ」と指摘されたこともある。ムサシは彼女のことを「カミナリおばさん」と陰で呼んでいる。第55話で、宇宙ステーションのジェルミナIIIへ出向した。
イダ&タナカ
第17話に登場したサワグチの助手を務める二人の男性。サワグチと共にEYESアタッシュの開発に携わった。ギギによって縮小されるが、コスモスに救われる。
ミツヤ
宇宙開発センター探査部のアストロノーツ。ムサシと同期であり、ライバル兼親友である。第21話で遊星ジュランを探査中にカオスヘッダーの襲撃を受け負傷するが、後にEYESに助け出される。第63話にも登場し、EYESの元へカオスヘッダーに関する情報がインプットされた鉱石を届けた。
カワヤ・ノボル
SRC特殊医療基地の医師。トレジャーベース全女性職員にフラれるという記録を持つまさに女好きな伝説の男であり、彼女らに「王子さまのキス」をした（しようとした）ため、女性全員から嫌われている。しかし、事件に巻き込まれ負傷した青年の応急手当を難なくこなすなど、医者としての腕は確かである。
登場する話でよくシノブに言い寄り、冷たくあしらわれてばかりいたが、第35話あたりから、その関係が微妙に変わってくる。
前職は臨床医だったが、重病患者である親友の手術から逃げてしまった過去を持ち、そのことを後悔してSRCでの研究医療に転職した。
ムサシがウルトラマンコスモスであることは終盤まで知らなかったが、彼に「ウルトラ…マンモス健康体」と紛らわしい評価をすることが何度かあった。
原（）
SRC特殊医療基地の女性看護師で、主にカワヤのサポートを務めている。
ハズミ
防衛軍から移籍した科学者。元防衛軍科学部門の主任で、ヒウラとは大学時代の同期で旧知の仲で、科学を人類のために有効利用しようと誓い合うほどの誠実な人物である。ダビデス909の開発をきっかけに辞任するが、後にドイガキと協力し、カオスキメラの合成・培養に成功する。

### 統合防衛軍関係者
佐原（）
防衛軍の司令官。
自らEYESと連絡を取り、怪獣対策を巡って対立することが非常に多いが、決して冷酷非情な人物ではなく、実はEYESの隊員たちの実力を高く評価しており、第37話でカオスヘッダーに対抗するため、EYESを防衛軍に統合しようと持ちかけて来たこともある。極秘に開発されたヘルズキング改が暴走してしまい、カオスキメラの完成を機に、EYESに協力してカオスヘッダーと戦うことを決意する。第45話では、宇宙へ帰るムゲラに手を振りながら見送り、第61話では大きな力に疑問を抱いていたムサシの意見を理解しつつ反論することなく聞き入れたり、最終話ではカオスダークネスに向かってる怪獣たちの真意に薄々気付き攻撃を止めてしばらく見守ると言った一面もある。
- 名前の由来は『ウルトラQ』で万城目淳を演じた佐原健二から。

宍倉（）
防衛軍の副司令官。佐原や西条とは対照的に攻撃的な印象がほとんどなく、防衛軍の中でも数少ない穏やかな物腰の好人物。
西条（）
佐原の副官（武官）。
非常に高圧的かつ攻撃的な性格で、具体的には不明だが、ヒウラと何らかの因縁がある。EYESの怪獣保護の方針にも否定的な立場でシャークスのシゲムラ参謀と全く同じタカ派の思想の持ち主だが、ゴルメデβ出現の原因やカオスキメラを持つマザルガスをダビデス909で死亡させ結果的にカオスマザルガスに変貌させてしまうなど、最終的に事態の悪化や、作戦失敗について責められてしまうこともたびたびあった。
- 名前の由来は『ウルトラQ』で戸川一平を演じた西条康彦（現：西條康彦）から。

ナガレ・ジュンヤ
怪獣殲滅兵器開発チーム・ガルスのチーフで西条の右腕。かつて怪獣災害によって妹のミユキを亡くしている経験から、怪獣に悪意を抱き、被害者をこれ以上出さないために怪獣と戦うことをモットーとするクールガイ。
EYESの存在にも否定的だったが、第33話での一件で考えを変え、第62話ではEYESに協力して活躍した。ロケットランチャー・G-YG8を愛用する。
ベンガルズ
防衛軍の主力戦車部隊。第48話で岡（）隊長がワロガの攻撃を受けて殉職。その後同話で、牛島（）班長が自分一人になっても攻撃を果敢に続けた。
石井（）
防衛軍特務部隊チーフ。自ら中心となって、侵略者に対する諜報活動を行う。

### その他の登場人物
ショージについては、ウルトラマンコスモス THE FIRST CONTACTを参照。
吉井 ユカリ（）
ドイガキ隊員の大学の後輩で、ドイガキの言うとおり「最強のマイペース女」で、城南大学考古学研究室の研究員。第10話で初登場し、その後複数の事件を通し、2人の仲が接近し、ついには結婚の約束をする。
三条寺 カスミ（）
13日の金曜日生まれのオカルト好きの女子大生で法勢大学オカルト研究会会長。第23話で初登場、フブキとは凸凹コンビぶりを発揮する。フブキと一緒にカラオケに行くまでの仲になる。彼女が前世占いをした際にフブキの前世がミジンコであると出たため、彼を「ミジンコ」と呼ぶことがある。

## ウルトラマンコスモス
「奇跡の光」とも呼ばれる宇宙からやって来た神秘の巨人。争いを好まず、相手を傷つけずに友好関係を築くことを望んでいるが、凶悪で卑劣な者に対しては果敢に立ち向かう戦士である。『ウルトラマンコスモス THE FIRST CONTACT』でバルタン星人を追って地球に飛来し、ムサシと知り合う。
事件解決後、宇宙に帰るが、カオスヘッダーが地球に出現した際に再び地球に現れ、ムサシと一体化する。
著しく活動エネルギーを消耗すると、全身が半透明状態となる。絶体絶命の危機に瀕した際には一体化しているムサシを強制的に分離することもあり、本編の中盤と終盤と映画『劇場版 ウルトラマンギンガS 決戦!ウルトラ10勇士!!』において三回自身が倒される直前にムサシを分離している。
いくつかのモードを使い分けるが、テレビシリーズでは怪獣の沈静化を目的とするルナモード、邪悪な敵を倒すコロナモード、ルナとコロナの両方を併せ持つエクリプスモードが主に登場する。
コスモスのモードチェンジは『ウルトラマンティガ』『ウルトラマンダイナ』で見られたタイプチェンジにあたるが、コスモスの場合、戦略・状況のために行われた過去のタイプチェンジとは異なり、モードチェンジによって戦闘目的そのものが変わる。
また、コロナモードやエクリプスモードにモードチェンジすると掛け声が野太く力強いものに変わるのも特徴である。
コスモスのデザインはモードチェンジによって（ルナ・コロナ・エクリプスでは）頭部デザインまで変わる。
基本形態のルナモードには頭部に手が加えられておらず、一見トサカにあたる部位がやや長大であること以外は初代ウルトラマンと同様に見えるが体色は青・銀のカラーリングであり、その点が特殊である。コロナモードは平成3部作のウルトラマン同様に頭部を削減したもので、体色はメインが赤・銀でアクセントとして青が入っており、模様は左右非対称である。エクリプスモードも頭部が変化し、体色は赤・青・金・銀の非常に派手なカラーリングになっている。
また、エクリプスモードはカラータイマーの外部が金色に変化している。
主人公ウルトラマンとしては初めて基本形態のカラーリングが青であった。
- ウルトラマンが調和と秩序を司るものであるという基本原則から、優しさの花、無限の宇宙、永遠の秩序の、3つの意味を込めてコスモスという名称となった[5][17]。
- デザイン画では、「クリスタル」という名称もあった[18]。
- 当初は、クリスタル状の全身の透明なイメージのウルトラマンが、2種のモードにチェンジするという案であったが、当時の造形的な限界から見送られ、青いウルトラマンと赤いウルトラマンの2形態が登場するラインに落ち着いていった[5]。

- 出身地：不明
- 年齢：2万歳

| 名称                 | 身長 | 体重     | 飛行速度           | 走行速度  | 水中速度  | 潜地速度  | ジャンプ力 | 握力      |
| -------------------- | ---- | -------- | ------------------ | --------- | --------- | --------- | ---------- | --------- |
| ルナモード           | 47 m | 4万2千 t | マッハ7            | マッハ2   | マッハ1   | マッハ1.2 | 1,000 m    | 60,000 t  |
| コロナモード         | 47 m | 4万2千 t | マッハ9            | マッハ2.5 | マッハ1.5 | マッハ2   | 1,200 m    | 100,000 t |
| エクリプスモード     | 47 m | 4万2千 t | マッハ16           | マッハ3   | マッハ2   | マッハ1.5 | 2,200 m    | 80,000 t  |
| スペースコロナモード | 47 m | 4万2千 t | 大気圏外・計測不能 | マッハ3   | マッハ2   | マッハ2   | 1,800 m    | 90,000 t  |
| フューチャーモード   | 47 m | 4万2千 t | マッハ18           | マッハ4.5 | マッハ3   | マッハ2.5 | 2,500 m    | 100,000 t |

### 輝石 / コスモプラック
『ウルトラマンコスモス THE FIRST CONTACT』で、コスモスが11歳のころのムサシに授けた真の勇者にのみ託されるといわれる青い小さな石で、地球に無い鉱物が含まれている。19歳からのムサシはこれをペンダントとして身に着けている。
輝石を持つムサシがコスモスの力を心から必要としている時にコスモスを出現させたり、他者の手に渡って見世物にされそうになると消え去ったり、ムサシの手で振り回して風を切らせることでリドリアスを落ち着かせる音を発するなど、不思議な力を数多く持っている。
テレビシリーズの第1話でムサシとコスモスが一体化した後に、第2話で輝石がスティック状の変身アイテム・コスモプラックに変化した。コスモプラックは変身機能だけでなく、ムサシが自身の中に宿っているコスモスと対話する際の媒体としての力も備えている。これが無いとムサシはコスモスに変身できず、ベリル星人やコイシス星人ジュネに一時的に奪われたこともある。
ムサシとコスモスが分離してしまうとコスモプラックは輝石に戻ってしまう。
第29話のカオスヘッダー・メビュートの戦いに敗れた時や第64話のラストでコスモスがムサシと分離した際に輝石へ戻ってしまい、後者以降は輝石がコスモプラックに変化することはなかったが、『ウルトラマンサーガ』以降の作品ではコスモプラックが再登場した。

### 変身プロセス
ムサシが変身するときは、右手に持ったコスモプラックを空に翳してほとんどの場合は「コスモース!」と叫ぶ。
すると、花の蕾が花開くようにコスモプラックの先端が3方向に開いて内部にある輝石が埋まった細い棒状のパーツが伸張し、輝石から放射された青と金色の閃光がムサシを包み込んで変身する。
このオーソドックスなパターンが最も多かったが、変身の直前に紫色や金色の光がムサシの両手の中に現れたこともあった。
しかし、ムサシとコスモスの両者の意志が合致していないと変身はできず、ムサシが安易にコスモスの力に頼ろうとした第3話や、イフェメラの事情にコスモスが誰よりも早く気が付いていた第12話などではすぐに変身できなかった。つまりムサシがコスモプラックを使用すればいつでも変身できるわけではない。また、コスモス自身がムサシに変身を促すこともあった。
第40話では宇宙のような空間での変身も披露した。
さらにコスモスと分離していた第30話や最終回、 『ウルトラマンコスモス2 THE BLUE PLANET』や 『ウルトラマンコスモスVSウルトラマンジャスティス THE FINAL BATTLE』の劇場版2作品では、輝石を使用して、コスモスと一体化変身を敢行している。

### 形態

#### ルナモード
変身直後の青と銀を基調としたコスモスの基本形態。ウルトラマンの「優しさ」「慈愛」を体現する「月の優しき光のごとき、慈愛の巨人」のモード。防御力・持久力に優れ、太極拳のような体術を見せる。相手を攻撃することなく、敵の力を受け流し、拳を握らず平手で怪獣と対峙するのが特徴。
『ウルトラマンサーガ』ではハイパーゼットンと対峙した際もルナモードを使用。この理由は画コンテ集で明らかになった内容として、ハイパーゼットンはカオスヘッダー0を吸収していて、ウルトラマンコスモスはカオスヘッダー0の救出のために参戦するという内容だった名残である。
『ウルトラゼロファイト』では、ウルトラマンダイナ・ミラクルタイプの力と共にルナミラクルとしてウルトラマンゼロに与えられた。
- デザインは丸山浩が担当した[19]。マスクのデザインは初代ウルトラマンBタイプを意識している[19][18]。耳は三日月を模している[18]。額のクリスタルは演出上の都合から監督の飯島の要望で付け加えられた[18]。カラータイマー両隣の銀のラインはウルトラマンを踏襲しているが、塗装では目立たないため、ウエットスーツ素材を貼り付けて立体にしている[18]。

#### コロナモード
宇宙の秩序を乱す邪悪な敵やロボットのような意思と自我のない敵と対峙する際にルナモードからタイプチェンジする。ウルトラマンの「力」「強さ」を体現した「太陽の燃ゆる炎のごとき、戦いの赤き巨人」の超戦闘モード。
パンチやキック、チョップなどを用いた格闘戦に秀でており、強大な戦闘力を発揮するが、激しくエネルギーを消耗するため、長時間の活動は不可能。
『ウルトラゼロファイト』にてルナモードと同じく、コロナモードの力もウルトラマンダイナ・ストロングタイプの力と共にストロングコロナとしてウルトラマンゼロに与えられた。
『劇場版 ウルトラマンギンガS 決戦!ウルトラ10勇士!!』では、映像上の描写はなかったがエクリプスモードからモードチェンジした。
- デザインは丸山浩が担当した[19]。マスクのデザインはウルトラセブンを意識している[18]。耳は太陽を模している[18]。カラータイマーを中心に放射状に模様が広がった左右非対称なデザインが特徴である[19]。差し色として青を入れている[18]。

#### エクリプスモード
カオスヘッダー・メビュートに敗れ光を失ったコスモスが、ムサシの「勇気」と金環日食の光の中で再度ムサシと一体化することによって復活した、ルナとコロナの両方の力を併せ持つスタイル。ルナの「優しさ」とコロナの「強さ」にムサシの「勇気」を体現した「太陽と月が重なる金環日食の溢れるフレアのごとき、神秘の巨人」のモード。同時に邪悪の撃破と怪獣の浄化を行うことが可能。光線技なども多彩である。
ルナモードからコロナモードを経てチェンジしなければならないため、活動時間は最大約1分が限界となる。また、ムサシと一体化していない状態では変身していない。
第30話で初登場し、後半戦で多く登場した。
劇場版第2作ではこのモードに直接変身し、劇場版第3作ではスペースコロナモードからチェンジした。エクリプスとは日食の意。
- デザインは杉浦千里が担当した[19]。マスクはルナモードとコロナモード両方の特徴を取り入れている[19]。

#### ミラクルナモード
カオスダークネスとの最終決戦で力が残り少なくなりピンチになったコスモスに、優しさ、強さ、勇気を知り、「カオスヘッダーを救いたい」と想うムサシが「真の勇者」となって輝石の力で一体化して変身した「本当の愛の巨人」で、奇跡の輝くルナモード。
その光が消えた時、コスモスは力を取り戻した。最終話のみ登場。

#### 本作品以降に登場する形態
- スペースコロナモード
- スケルトンコロナモード
- フューチャーモード
- クロスオーバーフォーメーション
- 他のウルトラ戦士との合体
  - ウルトラマンレジェンド
  - ウルトラマンサーガ

### 能力・技

#### ルナモードの能力・技
フルムーンレクト
凶暴化した相手を鎮める興奮抑制効果を持つ「慈愛の光」で、ウルトラマンコスモス ルナモードを象徴する光線。
両手を斜め上に揚げた後、右の手のひらを前に突き出して放つ。
攻撃技ではなく、相手の感情を静めて大人しくさせる興奮抑制光線である。
実体を持たない相手（第18話の戀鬼、第54話のタブリスの分身）や、心を持たない相手（第16話のカオスジラーク、第29話のカオスヘッダー・メビュートの化けていたカオスエリガル）には効かなかった。
ゲーム作品『ウルトラマン Fighting Evolution Rebirth』ではEXゴモラに改造・強化されたゴモラを浄化させたのと同時に元の姿に戻した。
『ウルトラマンサーガ』ではグビラやゴメス（S）に使用して大人しくさせた。

ルナ・エキストラクト
右掌を前に突き出して放つ、怪獣に取り憑いたカオスヘッダーを切り離す眩い光。
第5話でカオスヘッダーが無機物（ゴミ）に取り憑いて怪獣化したカオスバグには効かなかった。
カオスヘッダーは進化してこの光線への耐性を身につけていき、第28話のカオスヘッダーに取り付かれたエリガルに至っては効かなくなった。
それ以降は、エクリプスモードのコズミューム光線を使うようになった。

ネットトラック・ボックス
右掌を前に突き出して放射する、相手の体にエネルギーで作り出した光の網を被せて動きを抑制する光線。
劇場版第1作におけるバルタン星人との宇宙戦闘で使ったが、敵のドライクロー光線に相殺された。

コスモ・リアライズ
右掌を前に突き出して放つ、物質の元素固定化をさせる光線。第11話でEYESがベニヤ板に描いたムラノクラフドン幼体の絵を三次元投影から組成を仮定し元素固定化させ、大昔に別れた自分の子供を探していたムードンに会わせることで、その思いを遂げさせて成仏させた。この元素固定は不安定で短時間しか効果が無い。

ルナストラック
右手を前に突き出して放つ破壊ビーム。破壊力は低いが、ルナモードの数少ない攻撃用光線技の一つ。
第12話ではバーニングミサイルに使用されたが、ミサイルの迎撃システムの光線に相殺された。
第13話ではワロガのアームスショットと相殺した。
第14話ではワロガの化けた球体に使うも効果無し。
第25話ではグインジェに分離されてかわされた。
『ウルトラマンサーガ』では、ハイパーゼットン（ギガント）の暗黒火球を撃ち落として子供たちやチームUを守るために使用したが、数発は防いだものの撃ち落とし切れなかった。

エナジーシュート
右掌を前に突き出して放つ、相手に高エネルギーを与える光線で攻撃技ではない。
第20話で高エネルギーを求めて現れたボルギルスに700年分の高エネルギーを与えておとなしくさせた。

コスモフォース
右掌を前に突き出して放つ、相手の傷ついた体にエネルギーを与えて蘇生させる光線。
第30話で傷ついたリドリアスにエネルギーを与えた。

ルナポーション
右掌を前に突き出して放つ、瞬間移動光線。
第8話で、インキュラスによって眠ったまま目覚めなくなったアヤノの夢の中に侵入した。
第34話で活動を停止したレイキュラを元の海底に戻した。

コスモシュートレス
右掌を前に突き出して放つ、攻撃無力化光線。
第45話で防衛軍がプレジャーパークに発射したミサイルや弾丸を一斉に無力化させた。

ルナサスペンション
両手を前に突き出して放つ、吸引光線。
第45話でコスモシュートレスで無効化したミサイルや弾丸を吸引して集め、防衛軍に突き返して引き下がらせた。

コスモ・リダクター
両手を前に突き出して放射する、縮小光線。
第4話でイゴマスを縮小化させた。

コスモシャワー
両手を前に突き出して放射する消火ビーム。
第12話でイフェメラの周囲の大規模な山火事を鎮火した。

ルナレインボー
両手を前に突き出して放つ、七色の分離光線。
第16話でカオスジラークに取り込まれた少女・茜を分離させた。残されたカオスジラークは消滅した。

コスモ・カウサー
両手を前に突き出して放つ、物体や生物を元のサイズに戻す復元光線。
第17話でギギに縮小された人々を元に戻した。
また、第44話でギギ・ドクターの光線銃で巨大化したクレバーゴン・ジャイアントを元のクレバーゴンに戻した。

トランスバブル
両手を前に突き出して放つ、相手を泡状のエネルギー球に包み込む光線。
第27話でザランガを包み込んで海に運んだ。
第54話のタブリスの分身には効かなかった。

フィールウォーマー
両手を前に突き出して放つ、感情に訴えかける光線。
第35話でラグストーンが吸収した人間たちの感情に訴えかけ、敵を内部から崩壊させた。

ムーンライトシャワー
両手を前に突き出して放つ特殊光線。
第57話でグラルファンの扉のカードを開いた。

ルナコールド
両手を合わせて放つ、低温ガス。
第27話でザランガを冷やした。

ピンポイントクロス
左手に十字型の光弾を作り出し、それを絆創膏のごとく相手に貼り付ける。
第55話でガモランIIのバイオコントローラーを封じた。

ルナスルーアイ
目から放つ、怪獣の体内を調べる透視光線。
第1話のカオスリドリアスや第42話のカオスデルゴランに取り憑いたカオスヘッダーや、第16話でカオスジラークに取り込まれた少女・茜を発見した。

ラミーサプレー
額のムーニースポットから発射する、回復光線。
第22話で弱っていたパラスタンにエネルギーを与えた。

ウエイク・ライサー
第22話で全身から照射し、遊星ジュランを蘇らせたエネルギー光線。

ミラクル・リアライズ
破壊された建物などを一瞬で修復する光線。
劇場版第2作で破壊されたサイパンの街を修復した。コスモ・リアライズと同じ元素固定の原理だが、自身の能力向上に伴い元素固定は完全化している。

コスモヒーリング
掌から特殊エネルギーを発して自分の傷口に当てて治療する。
第50話で使用。

ムーンライトバリア
突き出した両腕から発する光の高エネルギーで敵の攻撃を跳ね返す。これで防がれた攻撃は上下に分かれて逸れる。
カオスウルトラマンカラミティのブレイキングスマッシュや、カオスダークネスの光球すら防ぐ。

リバースパイク
腕から放つエネルギーで発生させた光の壁を、攻撃を押し返しながら前進させて敵にぶつけるバリヤ。
第1話でカオスリドリアスの熱線は防げたが、第22話のカオスパラスタンには連続攻撃で破られた。
カオスパラスタンの攻撃を防いでいるテックブースターのミラーズシールドにこの技を光線状にして当てることで、シールドをカオスパラスタンにぶつけたこともある。第12話ではテックサンダー4号の背後に発生させてミサイルから守った。

ムーンリバースパイク
「リバースパイク」のバリエーション技で、四角い光の壁を発生させて敵の攻撃を防ぎつつ、その光の壁で相手を包み込む。
スピットルを無力化した。

リバースパイクバリア
手先から光の円形バリアを発して攻撃を防ぎ押し返す防御技。リバースパイクのように障壁自体は前進しない。
また、カオスバグやギギとの戦いで使用した際にはビーム攻撃によって破られた。
『ウルトラマンサーガ』では、ハイパーゼットン（ギガント）の暗黒火球を防ぐために使用した。

マストアーム・プロテクター
気（ウルトラ念力）を放ちながら、両肘を使って敵の光弾などを次々と弾き飛ばす防御技。

マストフック・プロテクター
足技を使って、敵の放った光線や光弾などを弾き飛ばす技。
ネオバルタンのバッドナイフやカオスジラークの光の剣を叩き落す際には「マストアーム・プロテクター」と併用することで、効果を上げている。

ルナ・スピンドミル
両手を水平に開いて、自ら高速スピンして、敵の攻撃を弾き返す。
劇場版第1作でバルタン星人の宇宙船「廃月」に仕掛けられた罠の刃を全て破壊した。

ルナシュートレス
蹴りを相手の体の1点に放ち、戦闘力を低下させる。
一部の文献では、「ジャンプして、捻りを利かせたキックを決める技」と記載されている。

ルナ・パンチ
ジャブ、フック、ストレート、アッパーカットなどを使いこなす。
得意技は掌底で相手を撥ね飛ばすパームパンチ。

エクリプスパンチ
幻の右フックと呼ばれるパンチ技。

ルナ・チョップ
グラブレス・チョップ
ルナモードのチョップ技はルナ・チョップと総称されるが、敵の首筋や胸元を狙った、連続で正面からの手刀を放って相手の動きを止める技を特にこの名で呼ぶ。
カオスジラークやゴルメデβ、バデータなどにダメージを与えた。

ピッキング・ブローク
ジャンプしながら敵の脳天めがけて手刀を放つ技。
カオスパラスタンに使った。

スウェード・シェイバー
スピードを活かした裏拳の突き技を繰り出すチョップ技。
高い破壊力を持ち、カオスジラークやレイキュラなど、多くの敵にダメージを与えた。また、カオスパラスタンなどに対しては、体を回転させながら放っている。

ルナ・キック
正面蹴りや回し蹴りで攻撃するニンブルスマッシュ、急降下しながら敵の首筋や胸に両足キックを食らわすドロップキック、ジャンプして光速で宙返りしながらジャンプキックを放つムーンサルトキック、膝蹴りのニースマッシュ、落下しながら膝蹴りを決めるニードロップといったバリエーションがある。

ルナ・ホイッパー
序盤戦で多用される一本背負い投げ。
相手にダメージを与えると同時に、ウエイトや反射神経、パワー、スタミナなどを測る意味統合いも持つ。
この技で敵の戦闘力に探りを入れる。

ルナ・フライングメイヤー
フロント・ヘッドロックを掛けた後、体を半回転させ、敵を投げる首投げ。ゲルワームに使った。

ルナ・レッグホイップ
突進してくる相手の力を利用して後方に投げる巴投げ。

ルナ・エルボー
肘打ちによって敵にダメージを与える技。

エルボースマッシュ
敵の首筋や喉元を狙って水平に肘打ちを叩き込む。

エルボードロップ
ルナ・ホイッパーなどで倒れた敵に肘の先端に全ウエイトを乗せて倒れた敵に放つ肘落とし。

コスモリダクション
精神統一をすることで、ミクロから等身大、最大47メートルまで、体の大きさを伸縮可能。
第17話でギギに使った。

覚醒能力
第10話で、ゲシュートのストレスエネルギーで暴走したフブキの眼前で手を叩くことで、フブキを元に戻した。

ルナファイナル
最終話でミラクルナモードになることで力を取り戻したコスモスがカオスダークネスに放った、青い神秘の光線。
人間の心を知ったカオスヘッダー（カオスダークネス）に対して、フルムーンレクトの照射を続けて心に訴えかけ、最後にこの光線を注ぐことで、憎しみの心を浄化してカオスヘッダー0に変化させた。

フルムーンフラッシャー（フルムーンクラッシャー）
浄化エネルギーを集めた右掌を突き出して放射し、そのまま突撃して邪気を払う浄化技。
『ウルトラマンサーガ』で使用し、ハイパーゼットン（ギガント）の背中の発光部を一つ潰した。

ムーンライトスマッシュ
右手を前に突き出して放つ、超高熱の必殺光線。
『ウルトラマンサーガ』で使用し、ハイパーゼットン（イマーゴ）に向けてウルトラマンゼロのワイドゼロショット、ウルトラマンダイナのソルジェント光線と同時攻撃として放つも、ハイパーゼットンアブゾーブによって吸収・増幅して撃ち返され逆に大きなダメージを受けてしまった。

アンビシャス・ロケッツ
手の甲を敵に向けて振り上げ、撃ち込む光弾。
命中すると激しい火花を散らす。
威力は低いが、ルナモードの数少ない攻撃用光線技の一つ。

ヒーリングシャワー（本編未使用）
相手の痛みを和らげ、傷を治す光流。
一部の文献では、前述のコスモフォースを「ヒーリングシャワー」と記載している。

ティアーズ・ロム（本編未使用）
「慈しみの気」で包み込むような蜃気楼と音で、相手を涙させる。

ルナサブレイ（本編未使用）
透明な敵や、幻影を見せる敵を実体化させる光線。
一部の文献では、前述のコスモ・リアライズを「ルナサブレイ」と記載している。

ルナキネシス（本編未使用）
念力で物体を動かす。

ルナストップレイ（本編未使用）
念力で敵の攻撃を止める。

#### コロナモードの能力・技
ブレージングウエーブ
頭上に揚げた両腕を胸の前で回転させて気を集め、両手を突きだすとともに帯状に超高熱火炎の「圧殺波動」を放つ。
ブレージング・バニッシュという変形型もあり、第19話で使用された。
第7話では諸事情により未使用に終わった。
『劇場版 ウルトラマンギンガS 決戦!ウルトラ10勇士!!』では謎の時空城を破壊した。

ネイバスター光線
両腕に宇宙エネルギーを集結させ、L字型に組んで放つ破壊光線で、コロナモード最強の光線技。
この技で数多の敵を撃破している。
第22話・26話では発射ポーズが異なっていた。
第35話のラグストーン、第61話のヘルズキング改には効かなかった。
最終回ではエネルギーが足りず、発射出来なかった。
他にも『劇場版 ウルトラマンギンガS 決戦!ウルトラ10勇士!!』ではエタルガーに使用したが、驚異的な防御力にはまったく効かなかったなど、防がれることも少なくない。

プロミネンスボール
コロナモードの必殺技。手の先に「気」を集め、光線エネルギーを超高熱のエネルギーボールに変えて投げつける超破壊弾。
第8話でインキュラスを倒した。

コロナエキストラクト
生物からカオスヘッダーを切り離す力を持った光線で、両手を突き出して放つ。
ルナエキストラクトと効果は同じだが、より強力なカオスヘッダーを切り離すことが可能。
第15話でカオスジェルガからカオスヘッダーを分離させた。
また、第28話ではフルパワーで発射してエリガルからカオスヘッダーを分離させたが、エリガルの体がその負担に耐え切れずに死んでしまった。
それ以降はコズミューム光線を使えるエクリプスモードに変身出来るようになったこともあり、一度も使っていない。

ハンドドラフト
右手の先から発射する、緑色の矢尻形エネルギー弾。
威力は高くはないものの連続発射が可能で、敵の弱点をピンポイントで攻撃する。
左右どちらの手からでも発射できる。第7、26、35、38話で使用。

シャイニングフィスト
右の拳を突き出して連続発射する楔型の破壊光線で、相手の弱点を突くピンポイントの攻撃において効果を発揮する。
第14話でワロガにダメージを与えた。

サンダースマッシュ
エネルギーを両手の間でスパークさせ、宇宙に向かって「気」を送ることで、天空に発生させた猛烈な稲妻を敵に落とす荒々しい技。
通常の光線技が効かない戀鬼に対して使用し、大きなダメージを与えた。

コスモ・カウサー
七色に輝く還元光線で、一定のポーズを取った後、両掌から照射する。
劇場版第1作で、自爆したネオバルタンを元のバルタン星人の姿に再生した。

サンライト・バリア
指先から発生させたエネルギーで円形の光の盾を作り、敵の攻撃を防ぐ。
ムーンライトバリアよりも強力。
バリアを前進させて押し返すことも、自らバリアを飛び越えて上空から攻撃することも可能。
エネルギーを光線にして放ち、人々をドーム状に包んで守ることも可能。

リバースパイクハイパー
敵から受けた光線などを吸収し、体内で増幅して素早く撃ち返す。
第10話でゲシュートの放つストレスエネルギーを、敵がエネルギーを切らすまで受け続け、この技で増幅して撃ち返した。
ゲシュートは吸収できる許容範囲を超えて爆発した。

コロナ・ウィンドミル
両手を広げて宙に浮かび、前進しながら縦に高速回転して、敵の攻撃を弾き返す。
劇場版第1作でネオバルタンの肩からの連射針・バンプスプレーを全て弾いた。

コロナプロテクト
突き出した両掌から気（ウルトラ念力）を放ち、敵を弾き飛ばす。

コロナ・パンチ
ジャブ、フック、ストレート、ジャンピングパンチなど、バリエーションの豊富なパンチの総称。
エリガル戦にアッパーカットでダメージを与えた。

サンメラリーパンチ
すべての気を瞬時に両腕に集中させながら敵の体に叩き込むダブルパンチ。
ほとんどの戦いで放った代表的な技のひとつ。

コロナ・チョップ
多彩なチョップ技の総称。
敵の首筋や胸元を正面から手刀で狙うソーラーチョップ、音速で敵に迫って手刀の部分で水平打ちするスウェード・シェイバー、ジャンプして手刀を敵の脳天に打ち下ろすピッキング・ブロークといったバリエーションがある。

コロナ・キック
多彩な蹴り技の総称。
強靭な脚力を生かして、前蹴りや横蹴り、回し蹴りといったキックを多くの怪獣に放った。

コロナ・フライングキック
敵の正面からジャンプしたのち、胸板をめがけて放つ飛び蹴り。
カオスゴルメデやヘルズキング改をひるませた。

ソーラーブレイブキック
空中高くジャンプしたのち、最高速度マッハ9のスピードで急降下することにより、破壊力を倍増させる必殺キック。
カオスパラスタンSの角を破壊した。
第26話でも使用したが、カオスヘッダー・イブリースのクローキーバリアーで、防がれてしまった。

コロナ・ローリングハーパーキック
超高速回転しながら敵の弱点を的確に捉える蹴り技。

コロナサスペンドキック
空中に静止して全身を発光させ、飛び蹴りを繰り出す技。
第8話でインキュラスに使った。

コロナ・エルボー
肘打ち。
水平肘打ちのエルボースマッシュと、倒れた敵に上から食らわす肘打ちのエルボードロップがある。

コロナ・ショルダーアタック
敵の胸板などに肩を激しく打ちつける技。

コロナ・レイジホイッパー
敵に組みついたのち、驚異的なパワーで遠方に放り投げる。
ネオバルタンをはじめ、カオスヘッダー・イブリース、ゴルメデβ、カオスダークネス、カオスゴルメデにダメージを与えた。

コロナ・スウィング
敵の尻尾や両足を両腕で抱え込み、大きく振り回して放り投げる技。
カオスパラスタンSやゴルメデβに大きなダメージを与えた。

コロナ・ネックハンギング
敵の首を両腕で締めて宙に吊り上げる技。

コロナ・バックドロップ
敵の背後に組みついて両腕で抱え上げ、脳天から地表に叩き落とす投げ技。

コロナ・ヘッドバット
飛び上がった体勢から敵の頭頂部を目掛けてヘッドバットを食らわす。
他にも、頭からスライディングするヘッドスライダーも使える。

コロナ・ヘッドロック
敵の頭部や首を脇に抱え込み、腕力で締め上げて闘争心を奪い取る技。
カオスネルドラントやカオステールダスの暴走を止めるために使った。

コロナ・ブランチ
6人に分身して、敵を攻撃する。劇場版第1作で、6人に分身したネオバルタンに対抗して使い、6対6の戦いを繰り広げた。

コロナサスペンダー（本編未使用）
重力のある空間でも、空中で体を停止できる能力。

コロナパレント（本編未使用）
障害物の向こう側を透視する。

コロナリスニング（本編未使用）
遠くの小さな音でも聞き分けられる。

コロナモーション（本編未使用）
気（ウルトラ念力）を駆使して、瞬間移動する。

コロナスティルレイ（本編未使用）
飛行能力のある敵などを空中に停止させる空間固定光線。

コロナマテリアル（本編未使用）
透明な敵や、霊魂などを実体化させる光線。

コロナキネシス（本編未使用）
気（ウルトラ念力）を駆使して、物体を空中移動させる。

コロナカレント（本編未使用）
大気中に含まれる様々な物質を体内に集め、右手先から水流・気流・電流・熱流として噴射する。

ヒートパッション（本編未使用）
額のサニースポットから発射する超熱線。

グレイシーブーン（本編未使用）
両腕で大きく円を描いて凄まじい「気」を溜め、そこから発射する破壊力抜群の虹色光線。

シンディアロウ（本編未使用）
指先で敵の眉間を捉えて放ち、敵の脳回路を破壊する、円筒状の結界。

#### エクリプスモードの能力・技
コズミューム光線
エクリプスモードの必殺技。両腕をクロスして溜めた宇宙エネルギーを右腕から放つ「優しさ」と「強さ」を併せ持った万能光線。ネイバスター光線以上の威力を誇る。カオスヘッダーなどの邪悪な力のみを排除する光線なので、カオス怪獣の体内にいるカオスヘッダーだけを倒すことなども可能。ただしその能力を使うためには信頼の心が必要である。第31話では一点集中型のピンポイントショットを使い、カオスクレバーゴンのバイオチップに取り憑いたカオスヘッダーだけを倒した。第43話では分散させて使ってネルドラント・メカレーターの体内のメカを消滅させたが、ノワール星人の無理な改造によるネルドラントのショック死は防げなかった。第46・50話では、毒素に苦しむキュリア星人やバデータから毒素を消し去った。第55・61話、劇場版第2作では破壊光線として使用。『劇場版 ウルトラマンギンガS 決戦!ウルトラ10勇士!!』ではエタルガーに偽りの記憶を光線を浴びて植え付けられていたアレーナに使用し、呪縛から解放させた。

エクリプスブレード
両腕で破壊エネルギーを集め、三日月型の破壊光刃を発射して邪悪なエネルギーを砕く光線。第40話のカオスウルトラマン、第62話のカラミティにダメージを与えたが、第64話では素手で防がれた。第51話ではカオスマザルガスからカオスヘッダーを追い出した。通常の攻撃技としても使用可能で、第53話のノワール星人の円盤や劇場版第2作のスコーピスを粉砕している。

エクリプススパーク
気を腕に集中させて相手の弱点めがけて右手先から放つ矢尻型の光線で連続発射が可能。敵を痺れさせてダメージを与える衝撃波タイプと、威力は低いが連続発射が可能な矢尻型光線形タイプがある。前者は第33話で、後者は第60話、64話、劇場版第3作で使用。第60話のカオスウルトラマンカラミティ（1戦目）には弾き返され、コスモス自身がダメージを受けてしまった。

エクリプス・ブローショット
両腕を広げて気合を溜め、全身から上空に向かって強力な光エネルギーを放出する技。上空にいるスコーピスを倒した。

エクリプスポーション
両手を前に突き出して放つ、瞬間移動光線。第54話で佳奈を朋友島へテレポートさせた。

サスペンドショット
両拳から放つ、青くスパークする電撃状の停止光線。劇場版第3作でグローカーボーン2体の動きを止めるも、ウルトラマンジャスティスのジャスティスリムーバーで無効化された。

ゴールデンライト・バリア
指先から発するコズミックエナジーで半球状の光の幕を作り、敵の攻撃を防ぐ。サンライトバリアよりも強力。バリアを前進させて押し返すことも可能。第30話でのメビュートの光弾や第63話でのカオスエリガルIIのガス、また、劇場版第3作ではグローカーボーンの攻撃を防ぐもウルトラマンジャスティスのジャスティススマッシュに破られる。第64話のカオスダークネスの破滅魔球は防げなかった。

エクリプス・ウィンドミル
空中で静止したのち、横方向に体を高速回転させることにより、敵の攻撃を弾き返す防御技。カオスヘッダー・メビュートが同時に放った、怪光、光弾、衝撃波をことごとく弾き返した。

ライトニングディフェンダー
相手の方向に向かって空中を移動しながら、体を縦方向に高速回転させ、足などで敵の光線や武器を弾き返す防御技。カオスヘッダー・メビュートが連続発射した破壊光線を、ことごとく跳ね返した。

エクリプス・レセプト
腕で敵の攻撃を弾き、自分のエネルギーに変える。カオスネルドラントの火炎弾や、スコーピスの光弾を弾いた。

エクリプス・パンチ
パンチ攻撃の総称。多くの場面で用いたストレートパンチをはじめ、フック、アッパーカットなどのバリエーションを持つ。
ダイアモンドクラッシュ
強烈なカウンター。劇場版第2作では右腕を光らせて使用、スコーピスを粉砕した。

エクリプス・キック
回し蹴りや前蹴りなどの多彩なバリエーションを持つキック攻撃。
フライングスパーキー
エネルギーをスパークさせながら放つ急降下キック。この他にも、急降下しながらかかと落としを決めるヒールドロップなどが使える。

ハイエスト・スウィング
敵の腕や脚、尻尾を掴んで振り回し、空中高くに一気に投げ飛ばす。

エクリプス・チョップ
サブサイドショックなどのバリエーションを持つチョップ攻撃。カオスネルドランドの頭部に放ったほか、サンドロスの腕にジャンピングを命中させ、ウルトラマンジャスティスを救出した。

エクリプス・ヘッドロック
両腕ないし片腕で相手の頭をつかみ、驚異的な怪力によって締め付けて動きを封じる技。不発弾状態の「NX弾」に近づこうとするカオステールダスの頭部を抱え込んで動きを止めた。

エクリプスパワー
敵を両腕の怪力で持ち上げて地面に叩き落とす技。

細胞組織変化能力
第63話で使用した能力。ゴールデンライトバリアでカオスエリガルIIのガスを押し戻すと同時に、怪獣の細胞組織を変化させてガス噴出腺を塞ぐ。

ブラベリーアタック（本編未使用）
念を込めて両手から弾き出すように発射する攻撃光線。

### 他のウルトラシリーズへの登場
『ウルトラマンサーガ』
時系列的には、最終章『ウルトラマンコスモスVSウルトラマンジャスティス THE FINAL BATTLE』の後の出来事。本作品で初めて他のシリーズのウルトラマンとの共演を果たした。異世界のウルトラ戦士からの知名度も高いようで、ウルトラマンゼロもその名を知っていた。
本作品では怪獣との戦いがあるにもかかわらず全てルナモードのみの登場であり、モードチェンジはしないが、新たにルナモードの2種類の攻撃技を使用した。コスモスの人格は表に出ず、変身後も人格は終始ムサシのままである。
『新ウルトラマン列伝』で放送されたディレクターズカット版ではウルトラマンダイナと同様の方法で別宇宙に渡った描写が追加されている。
- 初期プロットではウルトラマンサーガとなるのはゼロとダイナのみで、コスモスはジャスティスと合体してウルトラマンレジェンドとして最終決戦に参加するという展開であった。

『劇場版 ウルトラマンギンガS 決戦!ウルトラ10勇士!!』
時系列的には、『ウルトラマンサーガ』の後の出来事。 遊星ジュランでエタルガーと戦うが敗北し、アレーナによって「魔鏡」と呼ばれるアイテムで封印されてしまうが、封印直前にムサシは分離させられた。時空城と共にギンガたちの宇宙にたどり着き、時空を超えて追って来たゼロと久々に再会し、アレーナの洗脳を解こうと奮闘する。
『ウルトラマンオーブ THE ORIGIN SAGA』
時系列的には、『ウルトラマンサーガ』の後の出来事。アスカからの要請で一足早く王立惑星カノンに向かい、ダイナやオーブと共に命の樹を巡る戦いに関わる。本作品では一貫してルナモードのみの登場となる。
『ウルトラギャラクシーファイト 大いなる陰謀』
ゼロと出会った後の時系列であるChapter.1『動き出す陰謀 -The Beginning-』に登場。コスモスペースやフューチャーアースでアブソリュートタルタロスが放つ異常なエネルギー反応を観測し、ジャスティスとともに追跡したところでルーゴサイトを発見し、応戦する80たちに協力する。本作品ではルーゴサイト戦時にスペースコロナモードで初登場した後、フューチャーモードにモードチェンジしている。その後のタルタロス戦ではジャスティスと合体してウルトラマンレジェンドとなっている。

### 関連する能力を持つ戦士
ウルトラマンゼロ
ルナモードの力を宿したルナミラクルゼロ、コロナモードの力を宿したストロングコロナゼロにタイプチェンジする。
ウルトラマンギンガビクトリー
コスモスの能力を使用可能。
ウルトラマンオーブ フルムーンザナディウム
ウルトラマンジード アクロスマッシャー
ウルトラマンジード マイティトレッカー
ウルトラマンジード テトライトクロス

## 主要な組織

### SRC
SRC は Scientific Research Circle （科学調査サークル）の略で、国家間の壁を越え、怪獣や異星人との諸問題を平和的に解決し、調査・研究および救援・保護を行う機関である。『ウルトラマンコスモス THE FIRST CONTACT』の時は私設ボランティア団体にすぎなかったが、呑龍出現事件とバルタン星人襲撃事件の後に国連の承認を受け、MITIのスポンサードによって国際的科学調査組織として組織の拡大・再編成が行われた。
北アメリカ、アラスカ、南アメリカ、ヨーロッパ、アフリカ、北アジア、南アジア、オーストラリア、南太平洋に各支部を置き、宇宙開発センターや、鏑矢諸島の怪獣保護管理センターなどの様々な各分野における最先端の関連機関が各地域に設けられている。

#### トレジャーベース
日本領海内の太平洋上に浮かぶSRCの本部基地である人工島。元々この島は、MITI（水無月工業技術研究所）の実験・研究施設だったが、組織改革によりSRCの科学力を結集してリニューアルされ、約300人の隊員・職員が勤務するSRCの本部となった。
島の景観は一見、大自然の緑豊かな島のように見えるが、中心部に位置する灯台状のコントロールタワーにはTEAM EYESの司令室やレーダー、電波望遠鏡やMITIの実験場が設置されている。他にも、レストランにカフェ、娯楽施設、医療施設、武道場などの設備や、科学分析、情報処理、輸送支援、基地整備、医務管理、メカ開発などの様々なセクションがベース内に点在する。
また、島の地下には隊員たちの私室などの居住区やコアモジュール格納庫、ライドメカの整備工場、各メカの発進口に繋がるカタパルトも完備されていて、このカタパルトは各メカの出撃時に、コアモジュールに前・後部パーツを装着させる作業も兼ねている。島の正面にテックサンダー用の4つの発進口が、海底にシーダイバー用の発進口と日本の首都圏と繋がる海底トンネル『シークレット・ロード』がそれぞれ設けられ、シリーズ中盤以降にはテックブースター用の発進カタパルトが島の中央部に、テックスピナー用の滑走路がテックサンダー用の発進口の両脇にそれぞれ増設された。
一般人向けの見学ツアーも定期的に開かれており、EYESの隊員が1名ずつ交代でガイドを行う。
設定によると、MITIの研究施設だったころにはここでコアテックシステムの最終フライトテストが行われたという。
第13話では、ワロガに送り込まれたレニのバイオチップによって基地機能が一時的にダウンしてしまったり、第19話ではミゲロン星人・レダに司令室を占拠されたこともあった。また、カオスヘッダーに二度襲撃されたこともあり、二度目は基地全体を覆われてしまい、基地内部が酸素不足に陥った。
新生TEAM EYESもこの基地を拠点として活動しているが、司令室のレイアウトは一新されて室内のカラーがブルーからグリーンとなり、大型モニターなどが備わるようになった。

#### TEAM EYES
EYESはElite Young Expert Squadronの略で、トレジャーベースにのみ配属されているSRCの実働部隊となる特捜チーム。あくまでも人道的、かつ平和的な事件解決策を模索し、怪獣や異星人のすべてを絶対悪と決めつけず、互いに友好的なコンタクトをはかり、保護を第一に優先することを活動理念とするが、やむを得ない場合は武器の使用も認められている。
出撃態勢は「コンディションレベル・イエロー」（怪獣保護などの態勢）「オレンジ」（保護と攻撃の両面を考えた中間態勢）「レッド」（攻撃態勢）の3つに分けられる。
怪獣目撃情報や隊員日記などが掲載されている、TEAM-EYES Networkという公式ホームページもインターネット上に存在する。

##### 装備
EYESセービングスーツ
薄いブルーを基調としたツーピース構造の特殊繊維製の隊員服で、耐熱・耐寒性に優れ、防水・防風効果も高い伸縮自在で外部からの衝撃を吸収する怪獣の保護活動に適した万能服である。履いているブーツの踵には特殊プラスチック弾が内蔵されている。ベルトの左腰にはラウンダーショットのホルスターが携行されているほか、バックルには特殊電波発生装置が内蔵されている。新世代のTEAM EYESのものは濃い青に灰色の配色となり、デザインも大きく変わっているほか、大気圏離脱のための防御機能や耐G機能も追加されている。
- 下に着用する各隊員の色違いのインナーは、プレックスがデザインを担当。TEAM SEAのものは非戦闘色が強く、ロケ地がサイパンであることから、涼しげな素材のツーピース構造となっている。新世代TEAM EYESは、1度のみしか登場しないため、化学繊維製ではあるが、配色はテレビシリーズから離れすぎないものとなっている。

SRCアーマードベスト
作戦時にスーツの上から追加着用する、防弾機能と特殊秘具を備える特殊ベスト。
EYESセービングメット
隊員たちが作戦時にベストと共に装備するヘルメットで、オリジナルセブンが着用していたものにCCDカメラと可動式ヘッドマウント・ディスプレイを装備した最新型となっている。ライドメカの操縦補佐機能や高性能小型通信装置、各種センサーも内蔵している新生EYESの物は、高硬度FRP製でより実戦向きなデザインと機能を備えている。
EYESジャケット
作戦行動時に隊員が着るジャケット。
EYESキャップ
危険度が低い活動の際や、シーダイバーに乗る際に隊員が被るキャップ。特に特殊機能などはない。
ラウンダーショット
EYES隊員が右腰に携帯する小型スーパーハンディショットで、SRC創成期に使っていたラウンダーグリップの発展型である。分析用スキャナーとモニターサイトを搭載しており、状況指示をナビゲートするガイダンスサイト、通信機能を持つコミュニケートサイト、分析機能を持つアナライズサイトの3種類の機能があり、モード切り替えによって各機能を選択する。また、各種レーザー光線を照射するほか、ガンタイプのカートリッジを装填することで、電磁ネットや実弾を発射するなど、万能銃としての機能を備えている。銃として使う際にガンユニット（ストック、バレル、スコープ）を装着することで射程・破壊力がアップする。第30話では集光機のアタッチメントが装着され、コスモスに光を与えた。TEAM SEAも機能的に改良され、少々一回り小さくなった同タイプを使っていた。新生EYESの物はグリップ部分とガンタイプのアタッチメントが着脱可能なタイプとなっており、モニターサイトが1つに集約され、通信機能も追加されるなど性能・機能も上がっているが使わなかった。
EYESペーサー
EYES隊員が携行する腕時計タイプの超小型通信機。探知器・ナビ・特殊カメラ機能も持ち、コアモジュールのイメージがあしらわれている盤面をずらして使用する。通常のものはリストペーサー、ヒウラのインカム型はインカムペーサーと呼ばれる。新生EYESのものは多機能型高性能モバイルとして生まれ変わった。
EYESアタッシュ
サワグチが開発した、個人レベルで怪獣探査できる装備一式と、それらを収めたケース。第17話で初登場。専用アタッシュケースの中に、地球外生命体を見分けるデジタルサーチ、怪獣の好きな特殊な音を出すコスモホイッスル、TEAM EYESバッジ、旧式ラウンダーグリップのセットが入っている。
デジタルサーチ
サワグチが開発した超高性能小型探知機。下部に目の前の相手をスキャン・分析することで地球外生命体であるかどうかを即座に判別する特殊小型カメラを内蔵している。新生EYESでは腕時計型となっており、EYESペーサーの後継機種となっていた。
ドイガキ特製強力レーザー砲
第7話で宇宙から飛来した箱を開けるためにドイガキが開発し、使ったレーザー砲。
モニターサングラス
第35話でシノブがラグストーンコアの内部を透視するために装着した超小型のCCDカメラが内蔵された特殊グラス。
シールド発生装置
第53話でノワール星人の魔手からアラドスを守った広範囲防御システム。
物体ファクシミリ
第54話でドイガキが開発した、転送先の空間の分子を再構成して複製を作り上げる機器。タブリスがいる朋友島へ佳奈の分身を造り上げて転送した。

##### ライドメカ
コアモジュール
EYESライドメカ（コアテックシステム）の基礎となる中枢メカ。V・STOL機能を搭載している。非武装。左右に背部が展開することで垂直尾翼が起立し、単独飛行が可能で、機首延長がアタッチメントパーツに応じて可能で、ショートノーズ・ロングノーズの2種類を機体によって使い分けている。緊急脱出用ポッドとしても機能するが、劇中では脱出に成功した描写が一度もない。職員の移動など単体運用も多く、SRC本部では10機配備されている。

テックサンダーシリーズ
EYESの主力万能航空機。それぞれ2種類ずつある、前部パーツ・後部パーツの組合せにより4タイプが存在。4機共通機能・装備は、完全自動操縦、V・STOL機能、探査カメラ、音波探知機・レーザーネット、特殊ミサイルランチャー、ブライトレーザー砲（1・4号）、多機能砲（1・3号）、エアインテーク内のレーザー砲（2・4号）、多目的ビーム砲（2・4号）など。怪獣や侵略者の反撃を受けて撃墜されることも多い。

テックサンダー1号
コアモジュール（ロングノーズバージョン）に、前部A1パーツと、後部A2パーツを換装して完成する、テックサンダー4種の中で最高速を誇る、超高速機動タイプ。高速飛行能力とバランス性・さらにステルス性まで兼ね備え、偵察任務を得意とする。レーザービーム砲やネットミサイル、麻酔弾や抑制弾など各種兵器のほかに、偵察・監視用メカも搭載している。コクピット内の電装は赤色で、主にヒウラ・フブキのペアで搭乗し、操縦はフブキ、管制はヒビキが担当する。

テックサンダー2号
前部B1パーツと、後部B2パーツをコアモジュール（ショートノーズバージョン）に換装して完成する、救助・保護機タイプで、機動性は他のタイプに劣るが、消火弾発射装置やレーザーネットなど怪獣保護・災害対策の救援活動に有用なハイテクメカを多数装備しており、最も怪獣保護理念に適している。コクピット内の電装は青色で、主にシノブが搭乗。

テックサンダー3号
前部A1パーツと後部B2パーツ、コアモジュール（ロングノーズバージョン）の組み合わせで完成する、1号のバランスと2号の支援、救助機能を兼ね備えた大型支援タイプで、全シリーズの中で随一のパワーを誇る。コクピット内の電装は黄色で、固有の装備は小型発信機・マーカーショットと特殊ケーブル弾。ドイガキは第6話の時点では本機の操縦を不得意としていたが、同話で見事克服した。

テックサンダー4号
コアモジュール（ショートノーズバージョン）に、前部B1パーツと後部A2パーツを組み合わせて完成する小型高速機タイプで、小型で小回りが利く仕様で、高いレベルで1号のハイスピード飛行能力と優れた運動性能、2号の救援用装備を両立した万能機である。コクピット内の電装はオレンジ色で、主にムサシが搭乗し、実質的な専用機としていた。テックスピナーが完成した後も、極めて実戦での使用頻度が高かった。

テックスピナー
テックサンダーの前部パーツにドイガキが将棋の駒からヒントを得て新開発した特殊後部パーツ「SP」を回転装着した発展機体。カオスヘッダーの対策として、機動性と対カオスヘッダー攻撃性能が向上されている。SPには、オレンジの表面の「SP-S（Surface・表の意）」と、ブルーの裏面の「SP-R（Reverse・裏の意）」の2種類が存在する。1・2号共通武装・特殊装備はブライトレーザーDなどを発射する多機能ビーム砲、3連装ミサイルランチャー、レーザーラック。劇中に登場しなかったが、設定ではテクノプラズマSIIエンジンを搭載した3・4号も存在する。『ウルトラマンコスモス2 THE BLUE PLANET』では宇宙用のテックスピナーKS-1が登場。

テックスピナー1号
テックサンダーのA1パーツと、SP-Sをコアモジュールに換装して完成する、機動性と安定した超高速飛行に優れ、新たに「救助・支援」機能が追加された超高速機動強化タイプ。サブバーニアを尾翼に装備しているため、超高速飛行が要求されるミッションで、出撃することが多かった。コクピット内の電装はサンダー1号と同じ赤色。主にフブキが搭乗する。

テックスピナー2号
テックサンダーのB1パーツと、SP-Rを換装して完成するサンダー2号以上の救助・保護機能と飛行速度や旋回性能を発揮する捕獲・支援タイプ。コクピット内の電装はサンダー2号と同様の青色で、固有装備はソアッグビーム砲、強大な破壊力を持つヴィクトランジャー。主にシノブが搭乗する。

テックスピナー3号
テックサンダーのA1パーツと、SP-Rを換装して完成する「最強形態型」。本編では一度も登場していない。
テックスピナー4号
テックサンダーのB1パーツと、SP-Sを換装して完成する小回りの利く「データ収集型」。3号同様に、こちらも本編では一度も登場していない。

テックブースター
SRC宇宙開発センターの木本研作博士がコアモジュールを基盤にして設計開発した大型宇宙艇タイプのコアテックシステム機。センターコア、ライトコア、レフトコアの3機から構成され、それぞれにコアモジュールが配されている。各コアモジュールは宇宙仕様超耐圧殻・スーパーストロールでコーティングされた宇宙用防御キャノピーとなっている。テクノプラズマキネティックシステムを搭載したテクノプラズマエンジンにより、太陽系内の目的地なら地球から短時間で到達する超高速宇宙航行が可能となる。光線砲ディレクトルビーム、ミサイルや威嚇弾など各種特殊弾を発射する多目的砲、センターコア下部のミラージュシールド照射機、対地ミサイル発射機、レフト・ライト両コア下部の大型特殊マニピュレーター・グラップアームなど、豊富な武装・特殊装備を持ち、怪獣への保護と攻撃それぞれに対応する。また、レフト・ライト両コアは本体から分離してモジュールファイターとして単独運用・無人航行も可能。第64話で両コアにカオスキメラを満載して、カオスヘッダーの出現ポイントである宇宙座標P87ポイントへと発射する作戦が発案され、最終的に月面でコスモスを追い詰めるカオスダークネスに放たれ大ダメージを与えた。
テックダイバー
極地用万能探査メカ。ジェット推進装置を装備した後部パーツ・Dユニットは共通。

ランドダイバー
パワードリルを装備した前部パーツ・C2ユニットと、Dユニットをコアモジュール（ショートノーズバージョン）に装着して完成する地上・地中活動用のテックダイバー。ドリルで地中を掘り進み、地上でも高性能機動車として活動する地底ドリルタンク。武装・特殊装備は、ドリル先端から照射する削岩用の超熱線・ダイバーレーザーとプラズマシールド発生機、コクピット下部左右にある3連装の砲門から発射するブロウビーム・ローレクションW・アンダーグランダー、高性能探査カメラや音波探知機である。

シーダイバー
コアモジュール（ショートノーズバージョン）にマニピュレーターを装備した前部パーツ・C1ユニットとDユニットを装着して完成する水上・水中活動用のテックダイバー。舷側底部に酸素タンクを積載し、最大水深2万メートルまで潜水可能な特殊潜航艇。プラズマシールド発生機の他、視覚探信光弾・ビジュアル・ピンガーや、水中望遠レンズ・バンウォッチャーを内蔵した水中探査カメラ、電波探知機、コクピットには緊急用の酸素ボンベなどを装備し、武装は左右2門の魚雷発射口から放つ魚雷とエネルギー光弾・ゲットクーパー。『ウルトラマンコスモス2 THE BLUE PLANET』では改良型のマリンダイバーが登場。

シェパード
EYESが追跡や調査などで外出時に用いられる地上パトロールおよび追跡用の超高速特殊自動車。複数台存在し、トレジャーベースから首都圏に繋がる海底トンネル・シークレット・ロードを通って出動する。武装はないが、外敵から車体と運転者を守る防衛用のプラズマシールド発生機や、偵察・探査機器を搭載している。ホンダ・インサイトがベース。
- 第41話では合成によって2台に増やしている。

猫じゃらしマシン
第11話でアヤノが「猫じゃらし大作戦」を行うために、SRC施設部門から借用してきた巨大メカ。上部に猫じゃらしを持った「カエルの騎士」を模ったモニュメントが乗っている。途中で壊れてしまい、ムードンの鼻に猫じゃらしがはまり、くしゃみで周りのアヤノら隊員たちと一緒に大きく吹き飛ばされた。

コアモジュールSS
SRCで主に移動手段として使っている小型VTOL機で、SS（シングルシーター）の名のとおり単座式のコクピットであることと青色であること、コアテックシステムが搭載されていないことが通常のコアモジュールとの違いである。第1話でムサシが乗ってリドリアスを追ったが、カオスリドリアスの光線を受けて破壊された。

探査船ワルツ
SRC宇宙開発センター・探査部が所有する宇宙船。第21話で1号機にミツヤが乗って遊星ジュランを探査活動したが、カオスヘッダーに襲われ破壊された。その後第55話ではジェルミナIIIと地球を結ぶ定期ロケットの2号が、第63話では3号が登場し、後者にはミツヤが再びこれに乗って太陽系外縁から鉱石を持ち帰った。
- ミニチュアは『ウルトラマンティガ』のロムルス号の改造。

気球
SRCがミーニンをガモランIIの下へ移送する際に使用した、特殊な気球。
テック00
第35話に登場したテックスピナーのテスト機。

#### その他の施設・機関
鏑矢諸島・SRC怪獣保護管理センター
鏑矢諸島の大自然には広大な怪獣保護区域が造られ、上空から海底まで、保護した怪獣たちを逃がさないための電磁シールドが鏑矢諸島全体に張り巡らされている。SRC怪獣保護管理センターは、怪獣保護地区全体の管理を行っている。センターのロゴマークには『ウルトラマンティガ』に登場した怪獣ゴルザが使われている。
SRC宇宙開発センター
宇宙全般に関わる調査研究、アストロノーツの育成、宇宙船や宇宙ステーションなどの宇宙活動用メカ開発など宇宙に関する様々なことに携わるセクション。宇宙ロケットの乗船ターミナルや発着場が広大な敷地にあり、宇宙ステーションとの往来が可能である。
ジェルミナIII
SRC宇宙開発センターの人類初の本格的居住型宇宙ステーションで、カタツムリの殻のイメージがあしらわれている。建設クルーからは愛情と誇りを込めて「時の娘」という愛称で呼ばれていた。なお建設中の事故で、クルーの一人であるレニ・クロサキが宇宙装備をしていないまま宇宙空間に放り出され、行方不明になって死亡するという悲劇もあった。一時建設が中断されたが、劇場版第3作ではセリフ上のみだが2009年に完成したジェルミナIV（4）が登場している。
SRC関連研究機関
第17話に登場した、サワグチが勤務する研究施設。一時的にギギに占領された。
- 研究機関の内部は『ウルトラマンガイア』の終盤に登場したジオベースの司令室の流用。

SRC特殊医療基地
ポイントHH-7付近にある医療施設。第31話ではカオスクレバーゴンが、ここの立体駐車場に停めてあった自動車を大量に奪って体内に取り込み、第48話ではワロガとの総力戦で負傷したEYESと防衛軍双方の隊員たちを収容し野戦病院と化した。
SRC高濃度エネルギー貯蔵システム
第31話で、カオスクレバーゴンがエネルギーを奪おうとした施設。
SRC研究施設
第38話に登場した、高純度エネルギーの貯蔵プラントを持つ施設で、ここへ落下してきたヘルズキングにエネルギーを全て抜き取られた。
SRC科学分析センター
第59話に登場した施設で、ドイガキとハズミがカオスキメラを合成する研究をここで行っていた。2人が退避した後、カオスウルトラマンカラミティに破壊された。
SRCバイオケミカルセンター
ドイガキとハズミがカオスキメラの合成研究を続行した研究施設。第60話に登場。
TEAM SEA
※ ウルトラマンコスモス2 THE BLUE PLANET参照

### 統合防衛軍
日本国内を外敵から守る防衛組織。略称はJADF。人類に害をなすものは全て排除しようとするため、TEAM EYESとはたびたび対立しているが、互いに協力する時もある。都内某所に広大な駐屯地を有する。

#### メカニック・兵器
主力戦闘機
機銃や各種ミサイル兵器などの攻撃性能を重視した主力戦闘機。改良型のJKも存在するが、形状はほぼ同一。数十機配備されており、スピードと運動性能にも優れるが、防御性能は重視されていないため、撃墜されることが多い。複数機で編隊を組み、敵を攻撃する戦術はまったく変わっていない。
防衛軍戦車
主にベンガルズが運用する90式戦車。強力な砲弾を発射する120ミリクラスの滑空砲を備える。デザートカモフラージュが施してある。
バーニングミサイル
イフェメラ攻撃に使用された新型ミサイル。巡航ミサイルに近い兵器だが、着弾の邪魔をする敵を熱感知してレーザーで無差別攻撃をする無人攻撃機に近い迎撃ビームシステムを搭載している。三発発射され、フブキのテックサンダーの排熱に誘導されコスモスに破壊されたが、残った一発がイフェメラに命中してしまった。
旧軍事衛星アンジェリカ
第19話に登場した、耐用年数を過ぎており、「地球平和宣言」により宇宙に廃棄処分された軍事レーザー衛星。完全に解体されていなかったため、自動迎撃プログラムが誤作動を起こし、ミゲロン星人の宇宙船へレーザーを放って撃墜してしまった。後にミゲロン星人・レダに操られ、ジェルミナIIIに激突しそうになるが、改心したレダのコントロールで回避され、コスモスが放ったメルティングウエーブで消滅した。後にサンドロス出現を受け、新たな宇宙軍事惑星が2013年に再配備される。
CHARGERS戦闘機
教導部隊CHARGERSが運用する戦闘機。ミサキ・アイやシノブ、フブキも搭乗していた。ギラッガス戦では再びシノブが搭乗した。
超高性能ミサイル
第21・22話に登場した防衛軍が用意した超大型ミサイルで、地球の衝突軌道に乗った遊星ジュランに対し、発射準備が整えられていた。だが、コスモスとEYESによって軌道が修正されたため、発射されずに終わった。
- ミサイルと発射施設の映像は『ウルトラマンガイア』に登場したワームジャンプミサイルの映像の流用。

ダビデス909
防衛軍に所属していたころのハズミが怪獣に対しての免疫細胞の研究中に偶然に生まれた副産物を、西条の号令の下で研究を繰り返して発展させて完成した怪獣殲滅兵器。防衛軍戦闘機に搭載されて運用されるが、照準は地上施設から行われる。撃ち込んだ際の衝撃で弾頭が炸裂し、瞬時に怪獣の細胞核を破壊して細胞レベルで死に至らしめるという中型ミサイルで、これを喰らったマザルガスは最終的に死亡してしまった。
防衛軍テストエリア
第61話に登場。ミサイルや強力なビーム砲が配備されている新兵器試験場で、ヘルズキング改の能力テストが行われた。
ヘルズキング改
詳細は『ウルトラマンコスモスの登場怪獣#対カオスヘッダー殲滅兵器 ヘルズキング改』を参照。

#### 関連施設
防衛軍の施設は、劇中のセリフの中でしか出てこないものも少なくない。
秘密基地
S-2エリアにある防衛軍の基地。第25話でここの上空にグインジェが出現した。
開発工場
第32話に登場。産業廃棄物である化学汚染物質を地下水脈に垂れ流していた施設。その結果ゴルメデβが凶暴化してしまった。
第二警戒管制施設
第33話に登場。この付近一帯には電磁シールドが張り巡らされており、出現したネルドラントが電磁シールドに触れて負傷してしまった。
鷹平天文台
第48話でワロガからの出現予告電波をキャッチした施設。
弾薬倉庫
第51話に登場。カオスヘッダーが自らを狙っているマザルガスをここへ誘導した。

## キャスト

### レギュラー・準レギュラー
- ムサシ：杉浦太陽
- ヒウラ：嶋大輔
- シノブ：坂上香織
- フブキ：市瀬秀和
- ドイガキ：須藤公一
- アヤノ：鈴木繭菓
- イケヤマ：市川兵衛
- 新見あづさ：小牧かやの（第8・13・14・20話）
- 吉井ユカリ：堀江奈々（第10・34・46・63・64話）
- 石井：石井浩（第14・25・48・58話）
- ミツヤパイロット：高橋一生（第21・22・63話）
- カワヤ医師：影丸茂樹（第25・31・35・41・43・47・48・50・58・65話）
- 佐原司令官：須藤正裕
- 宍倉副司令官：大城英司
- 西条武官：奈良坂篤
- アヤノ（少女時代）：近内里緒（第8・24・45話）
- ベンガルズ隊長・岡：岡秀樹[注釈 21]（第14・25・48話）
- ハズミ科学主任：筒井巧（第51・59 - 62話）
- ナレーター：磯部弘

### 主なゲスト出演者
カッコ内の数字は登場話数。
- 少年時代のムサシ：東海孝之助[注釈 22]（第1話）
- 避難民：岡秀樹（第1話）[注釈 21]
- コアモジュールパイロット：三村賢一（第2話）
- 新岡英樹：若林衛（第3話）
- 飯島秋子：杉山久美子（第3話）
- 怪獣保護管理センター職員：松橋美奈（第3話）
- 仲澤篤史：永川謙（第4話）
- 土谷竜也：伊織大昌（第4話）
- 井本尚子：今川麻里（第4話）
- 村人：島本ひと之（第5話）
- 少年時代のフブキ：荒井賢太（第5・12話）
- ドイガキの両親：三田村賢二、上杉二美（第6話）
- ドイガキの少年時代：柿本祐貴（第6話）
- ソウスケ：大澤佑介（第7話）
- ショウコ：古川茉由（第7話）
- ヒロ：村野友希（第7話）
- 島津職員：川俣しのぶ（第7話）
- ソウスケの両親：岡村洋一、蜷川みほ（第7話）
- 子供：赤山貴大、植木美結、塩月瑞葉、額賀黛士、沼田和紘（第7話）
- 大森登：森下じんせい（第8話）
- 前田幸広：多賀基史（第8話）
- 少年：内山昂輝、小池城太朗（第8話）
- 岩田裕一：木崎大輔（第9話）
- 康祐の父：隈井士門（第9話）
- 岩田康祐：石橋保 / 子供時代：半沢昇（第9話）
- 研究員：小林宗充（第10・34話）、早乙女修一（第10話）
- 橋本和彦主任：河田義市（第11話）
- 工事作業員：芸利古雄、本田剛四郎（第11話）
- 白い服の少女：小井沼愛（第12話）
- フブキ・サヤカ：今泉野乃香（第12話）
- レニ・クロサキ：三輪ひとみ（第13・14話）
- 本田広子：広啓子（第13・14話）
- 関教授：吉見純麿（第13・14話）[注釈 23]
- 防衛軍特殊部隊隊員：岩崎晋弥、田辺信彦、森英二（第14話）
- フブキの対戦相手：那波隆史（第15話）
- 審判：村田鉄信（第15話）
- 立花茜：高畠華澄（第16話）
- 野田浩太：落合扶樹（第16話）
- 浩太の父：渡辺寛二（第16話）
- 茜の母：今井あずさ（第16話）
- 浩太の友達：島原英希（裕二）、寺門仁美（奈々子）（第16話）
- サワグチ女史：原久美子（第17・44・55話）
- 助手：戸田知新（イダ）、望月二郎（タナカ）（第17話）
- 竹越真一：黒田アーサー（第18話）
- 竹越みどり：盛内愛子（第18話）
- 役人：松澤仁晶（第18話）
- 村人：高尾一生、代田勝久、成瀬労（第18話）
- アナウンサー：須賀友之（第18話）
- 竹越の部下：小椋毅（第18話）
- ミゲロン星人：小松拓也（レダ）、永塚由紀子（レカ）（第19話）
- 警備員：小宮啓志、田辺信彦（第19話）
- 見学客：青山季未（第19話）
- 彼氏[3]：岡野弘之（第19話）
- 木本研作博士：藤村俊二（第20話）
- 研究員：藤真秀、昌浦龍男（第20話）
- 防衛軍オペレーター：三宅正信（第21・22話）
- 三条寺カスミ：清水真実（第23・41話）
- 教授：鶴田東（第23話）
- 屈強な警備員：二家本辰巳（第23話）
- トコロ研究員：所博昭（第23話）
- 女子大生：木村有里[注釈 24]（第23話）
- 鷹村教授：江藤潤（第23話）
- 高杉純：上條誠 / 少年時代：西山陸（第24話）
- 高杉妙子：橋本晶子（第24話）
- 藤堂ちか：渡辺文香（第24話）
- 神宮写真館・店主：武川修三（第24話）
- 運転手：濱近高徳（第24話）
- スレイユ星人ラミア：ベッキー（第25話）
- 若者：戸室政勝、保谷一（ヒロシ）、三戸部貴彦（第25話）
- 狩野良一：頭師佳孝（第26話）
- 狩野美和：石浜加奈恵（第26話）
- 狩野正太：くぼかんじ（第26話）
- 若者：江藤大我（コウジ）、竹島正義（アキオ）（第26話）
- カップル：栗原みいか（ノリコ）、渡辺慎一郎（ケンジ）（第26話）
- 若者たち：東真彌、高田瑞紀、浜島直人、比企しのぶ（第27話）
- 女性ディレクター：柚木佑美（第28話）
- TVスタッフ：佐々木彰司、達川竜司（第28話）
- ショージ：新田亮（第29・30話）
- ユウキ：佐藤慶季（第29・30話）
- SRC宇宙開発センター職員：浅木信幸、望月明広、町田英祐（第29・30話）
- SRC修理工：川嶋秀明（第31話）
- ナガレ・ジュンヤ：正木蒼二（第33・62話）
- ナガレ・ミユキ：相場梢（第33話）
- 釣り人：矢田有三（第34話）
- 早紀：奏谷ひろみ（第35話）
- 駐在：飯島大介（第36話）
- 青年団：高見周、吉田祐健（第36話）
- サクラ：蓮沼藍（第36話）
- イチロー：深川雄太（第36話）
- ケント：鈴木賢人（第36話）
- ジュンペイ：小田惇平（第36話）
- 長老：松村彦次郎（第36話）
- 奥日高村町長：足立建夫（第36話）
- 運送業者：市野龍一（第36話）
- 看護婦：白井弓子（第36話）
- 草野忠雄：赤星昇一郎（第38話）
- 草野香織：広瀬もえ（第38話）
- 警官：藤原鉄苹（第38話）
- 草野和代：鈴木ひろみ（第38話）
- スーパー店長：倉持武弘（第38話）
- 竹内：川倉正一（第39・40話）
- エクステル星のアンドロイド：杉崎浩一（第41話）
- グリーンベルト星の人型宇宙植物生命体：水谷悦子（第41話）
- 原看護婦：湯田美由紀（第41・48話）
- 堀村俊司：高橋寿緒（第42話）
- ソル：清水佑樹（第42話）
- 空方村ロケットボーイズ&ガールズの一員：尾崎光洋、増岡未央（河合洋子）（第42話）
- ソルの父：渡辺航（第42話）
- 一宏：森翔吾（第42話）
- 黒装束の男（ノワール星人）：ボブ鈴木（第43話）
- 村上こうだい：今野雅人（第45話）
- 村上哲平：渋谷哲平（第45話）
- 村上遥：鈴木晴香（第45話）
- 防衛軍隊員：武井秀哲、樋口靖、平野郁也（第45話）
- TVアナウンサー：井上浩（第45話）
- 防衛軍参謀：石井てるよし（第45話）[注釈 21]
- 山野 / キュリア星人：角田英介（第46話）
- 村人：咲野俊介、嶋崎伸夫、永幡洋[注釈 25]（第46話）
- ミサキ・アイ / 赤い服の女：石橋奈美（第47・58話）
- 警備員：本多隆（第47話）
- 牛島班長：加賀谷圭（第48話）
- 山崎：市村直樹（第48話）
- 山井英夫：酒井敏也（第50話）
- 岡田：佐久間哲（第50話）
- 佐伯刑事：六角精児（第50話）
- ペットショップ店主：山下澄人（第50話）
- 刑事：青柿ひろし、河合良輔（第50話）
- コイシス星人ジュネ：神崎詩織（第52話）
- 守沢佳奈：高田知里（第54話）
- 少女時代の佳奈：村上和（第54話）
- 佳奈の母：落合ひとみ（第54話）
- アナウンサー：大塚文雄[注釈 26]、倉ゆう子（第54話）
- 少女：秋本眸（第55話）
- 宇宙開発センター従業員：三宅正信（第55話）
- 敬造：岡部健（第56話）
- 正一：きくち英一（第56話）
- 村田刑事：友金敏雄（第56話）
- 取川村の村人：大木史朗、中島元、村石宏實[注釈 21]（第56話）
- 駐在：入山学（第56話）
- チンピラ：岩田有弘（ケン）、近田慎太郎（コウ）、袴田裕幸（タカシ）、成本玲子（ナオ）（第56話）
- トマノ老人：天本英世 / 青年時代：木村方則（第57話）
- 暁：大山恭平（第57話）
- 戸間乃の妻：古海裕子（第57話）
- 戸間乃の息子：髙橋郁哉（第57話）
- 暁の友達：伊織大昌（第57話）
- 青い服の男：川本淳市（第58話）
- 警備員：二家本辰巳（第58話）[注釈 27]
- ジェルミナIIIのクルー：五藤悠有菜（第59話）
- SRC研究員：佐藤太三夫、山田裕（第59話）
- 研究員：飯尾英樹、大西武志（第61話）
- トレジャーベース修理工：浅倉つとむ、島津健太郎（第64話）

### 声の出演
- ウルトラマンコスモス：佐藤浩之
- カオスヘッダー：服巻浩司
- イゴマス：石井浩（第4話）
- TVアナウンサー：磯部弘（第6話）
- ギギ：遠藤守哉（第17話）
- 戀鬼：青山美帆、勝亦正（第18話）
- コンピューター音声：浦和めぐみ（第19話）
- クレバーゴン：桜井浩子（第29・31・44話）
- ソル：摩味（第42話）
- ノワール星人：稲田徹（第43・53話）
- ギギ・ドクター：遠藤守哉（第44話）
- ムゲラ：嶋方淳子（第45話）

### スーツアクター
※参考文献：『テレビマガジン特別編集ウルトラマンコスモス』（講談社・2003年）
- ウルトラマンコスモス：猫俣博志、寺井大介
- ウルトラマンコスモス、カオスウルトラマン、カオスウルトラマンカラミティ：益田康弘
- ウルトラマンコスモス、怪獣・宇宙人：岡野弘之
- カオスダークネス、その他の怪獣・宇宙人：三宅敏夫
- 怪獣・宇宙人：永田朋裕、横尾和則、福岡まどか、森英二、勝亦正、太田智美、山本諭、小宮啓志

## スタッフ
- 製作：円谷一夫
- 監修：高野宏一
- 企画：満田かずほ、丸谷嘉彦、森本正博
- プロデューサー：渋谷浩康、小山信行、諸冨洋史（第1 - 26話）、丸谷嘉彦（第27 - 65話）
- サブプロデューサー（営業）：竹田青滋（クレジットなし）
- 技術監督：大岡新一（第1 - 34話）
- シリーズ構成：江藤直行
- 監督：北浦嗣巳、根本実樹、原田昌樹、市野龍一、小中和哉、村石宏實、八木毅、石井てるよし
- 特技監督：佐川和夫、原田昌樹、村石宏實、八木毅、北浦嗣巳、髙野敏幸、鈴木健二
- 脚本：大西信介、長谷川圭一、川上英幸、増田貴彦、武上純希、西園悟、太田愛、梶研吾、林壮太郎、荒木憲一、右田昌万、前川淳、山本優、鈴木智
- CGI：円谷プロCGIルーム、渡部健司
- 音楽：冬木透
- 殺陣：車邦秀
- メカニカル & アイテムデザイン：プレックス
- 車両協力：本田技研工業
- 製作協力：ジェイアール東日本企画（クレジットなし）
- スタント：真木仁（第2話）
- 方言指導：浜田光一（第6話）

## 音楽

### 主題歌
歌詞字幕：あり
毎日放送制作土曜夕方6時枠のアニメ作品において、オープニング・エンディングを同一歌手が歌った作品は本作品が最後となっている。また、土6枠作品でOP・EDにおける歌詞字幕表示およびオープニング曲の放送期間が1年を超えたものは本作品が最後である。
本作品で初めてProject DMMがテレビシリーズの主題歌を担当した。以降は『ウルトラマンマックス』、『ウルトラマンメビウス』も担当する。
オープニング主題歌「Spirit」
作詞：松井五郎 / 作曲：KATSUMI / 編曲：小西貴雄 / 歌：Project DMM
オープニング曲名がヒーロー名と同じではないのは『ウルトラマンティガ』の「TAKE ME HIGHER」（V6）以来である。
第3、20、33、44、46、59、最終話では挿入歌として使用された。
エンディング主題歌
「ウルトラマンコスモス〜君にできるなにか」（第1話〜第41話、最終話、特別総集編2）
作詞：松井五郎 / 作曲：鈴木キサブロー / 編曲：京田誠一 / 歌：Project DMM
曲名に番組タイトルが入っているエンディング。劇場版でもこの曲が2回主題歌となった。
第24話では、出演者によって劇中で歌われている。
「心の絆」（第42話〜第64話、特別総集編1）
作詞・作曲：KATSUMI / 編曲：大門一也 / 歌：Project DMM

### 挿入歌
「Touch the Fire」（第16、17、22、26、28、35、40、51話）
作詞：KATSUMI / 作曲・編曲：大門一也 / 歌：Project DMM
第17、35話ではインストゥルメンタル版と併用して使用された。
「僕達のエネルギー」（第36、52、56話）
作詞・作曲・編曲：大門一也 / 歌：Project DMM
第36話ではインストゥルメンタル版と併用して使用された。
「ワンダバ チームEYES」
作曲・編曲：冬木透 / コーラス：Project DMM
ショートバージョン（劇伴扱いでサウンドトラックアルバム第1巻に収録）とロングバージョン（ソングコレクションに収録）の2種類が存在する。
「ECLIPSE」
作詞・作曲：KATSUMI / 編曲：大門一也 / 歌：Project DMM
「光の伝説」
作詞・作曲：KATSUMI / 編曲：京田誠一 / 歌：Project DMM
「Christmas for everyone」
作詞：KATSUMI / 作曲・編曲：大門一也 / 歌：Project DMM
「Never Stop Dream」
作詞・作曲：松原剛志 / 編曲：大門一也 / 歌：Project DMM
「Can We Live? 〜手をとりあって〜」
作詞：KATSUMI / 作曲・編曲：大門一也 / 歌：Project DMM
「JAST A HERO」
作詞・作曲・編曲：大門一也 / 歌：Project DMM
「Power of Love」
作詞・作曲・編曲：大門一也 / 歌：Project DMM

## 放送データ
- 放映開始：2001年（平成13年）7月7日
- 放映休止：2002年（平成14年）6月15日 - 2002年（平成14年）7月13日
- 放映終了：2002年（平成14年）9月28日
- 製作：毎日放送（MBS）
- 放送：TBS系

放送開始日の7月7日は円谷英二の誕生日であり、2001年は生誕100周年の年でもあった。

### 主演俳優誤認逮捕とその影響
2002年6月8日の第49話放送後、主演の杉浦が本作品放映開始前の2000年に起こった傷害・恐喝事件の被疑者として逮捕された。そのため、結末を放送しないまま番組がいったん打ち切られ、第59・60話と第63 - 65話を再編集した総集編が「特別総集編 前・後編（「コスモス最大の危機」と「コスモス最後の戦い」）」の形で2002年6月22日と6月29日に放送された。
その後、傷害については被害者が「事件の一部を虚偽と認める陳述書」を提出したため、嫌疑なしの不起訴処分に、恐喝についても起訴猶予処分となり、事態は法的に決着した。これを受けて、同年7月20日より放送は再開された。ただし、放送期間があらかじめ定められていたため、撮影自体は終了していた5回分（第50・52・54・56・58話）を間引いての放送だった。放送休止期間中には、アニメ映画『ウルトラマンM78劇場 Love & Peace』、上記の特別総集編、オリジナルビデオ作品『ウルトラマンネオス』が放送された。毎日放送プロデューサーの丸谷嘉彦は、特別総集編1を放送した段階で放送再開の可能性が出てきたため、特別総集編2の時点ではテレビ欄の「終」マークを意図的につけなかったと証言している。
未放映となった5本は2003年3月28日にビデオとDVDとしてリリースされた『ウルトラマンコスモス スペシャルセレクション』（全2巻）に前述の「特別総集編 前・後編」とともに収録され、1巻には3本と「特別総集編 前編」、2巻には2本と「特別総集編 後編」と新編集の特別企画「ムサシの青春」（構成・演出：秋廣秦生）が収録された。また、TBSチャンネルによるCS放送では、未放映話を含む全話を話数順に放映した。第50話は2015年に『新ウルトラマン列伝』第84話で、関東地区では初めて地上波で放送された。

### 休止期間中の代替放送
- ウルトラマンM78劇場 Love & Peace（2002年6月15日）
- ウルトラマンコスモス 「特別総集編1 コスモス最大の危機」（2002年6月22日）
- ウルトラマンコスモス 「特別総集編2 コスモス最後の戦い」（2002年6月29日）
- ウルトラマンネオス 第1話「ネオス誕生」（2002年7月6日）
- ウルトラマンネオス 第2話「謎のダークマター」（2002年7月13日）

※『ウルトラマンネオス』は『ウルトラマンコスモス』の代替番組として全12話の予定で放送を開始。しかし『ウルトラマンコスモス』の放送再開が決定され、一部の地域を除いて2話で放送中止となった。
以上の代替放送については、17：00および17：30からの時差ネット地域でもキー局と同日の放送。従って、キー局より先行して放送された。また、時差ネット地域ではキー局における休止前の最後の回（第49話）が放送再開後最初の回となったため、第49話とキー局再開初回（第51話。なお第50話は本放送では未放送）では、同時ネット地域と時差ネット地域の間でオープニングと次回予告に違いが生じていた。

## 放映リスト
- 怪獣の詳細・肩書き[注釈 31]は「ウルトラマンコスモスの登場怪獣」を参照。
- 視聴率はビデオリサーチ調べ（関東地区）[56]。

| 話数        | サブタイトル                     | 登場怪獣・宇宙人                                                                                           | 脚本                          | 監督                                                | 特技監督                       | 放送日        | 視聴率 |
| ----------- | -------------------------------- | --- | ----------------------------- | --------------------------------------------------- | ------------------------------ | ------------- | ------ |
| 1           | 光との再会                       | - カオスリドリアス - リドリアス - カオスヘッダー                                                           | 大西信介                      | 北浦嗣巳                                            | 佐川和夫                       | 2001年 7月7日 | 5.3%   |
| 2           | カオスヘッダーの影               | - カオスゴルメデ - ゴルメデ - リドリアス - カオスヘッダー                                                  | 大西信介                      | 北浦嗣巳                                            | 佐川和夫                       | 7月14日       | 5.2%   |
| 3           | 飛べ! ムサシ                     | スピットル                                                                                                 | 長谷川圭一                    | 根本実樹                                            | 佐川和夫                       | 7月21日       | 3.6%   |
| 4           | 落ちてきたロボット               | イゴマス                                                                                                   | 川上英幸                      | 原田昌樹                                            | 原田昌樹                       | 7月28日       | 5.0%   |
| 5           | 蛍の復讐                         | - カオスバグ - 蛍状の発光生命体 - カオスヘッダー                                                           | 川上英幸                      | 市野龍一                                            | 村石宏實                       | 8月4日        | 4.7%   |
| 6           | 怪獣一本釣り                     | モグルドン                                                                                                 | 増田貴彦                      | 市野龍一                                            | 村石宏實                       | 8月11日       | 6.1%   |
| 7           | 空からのプレゼント               | - ガモラン - ミーニン                                                                                      | 武上純希                      | 小中和哉                                            | 八木毅                         | 8月18日       | 6.2%   |
| 8           | 乙女の眠り                       | インキュラス                                                                                               | 川上英幸                      | 小中和哉                                            | 八木毅                         | 8月25日       | 4.9%   |
| 9           | 森の友だち                       | ヤマワラワ                                                                                                 | 武上純希                      | 原田昌樹                                            | 原田昌樹                       | 9月1日        | 4.9%   |
| 10          | 青銅の魔神                       | ゲシュート                                                                                                 | 大西信介                      | 根本実樹                                            | 佐川和夫                       | 9月8日        | 6.0%   |
| 11          | 動け! 怪獣                       | ムードン                                                                                                   | 西園悟                        | 北浦嗣巳                                            | 北浦嗣巳                       | 9月15日       | 5.8%   |
| 12          | 生命（いのち）の輝き             | イフェメラ                                                                                                 | 武上純希                      | 北浦嗣巳                                            | 北浦嗣巳                       | 9月22日       | 5.5%   |
| 13          | 時の娘（前編）                   | - ワロガ - ガルバス                                                                                        | 太田愛                        | 原田昌樹                                            | 原田昌樹                       | 9月29日       | 5.3%   |
| 14          | 時の娘（後編）                   | - ワロガ - ガルバス                                                                                        | 太田愛                        | 原田昌樹                                            | 原田昌樹                       | 10月6日       | 4.3%   |
| 15          | 深海の死闘                       | - カオスジェルガ - ジェルガ - カオスヘッダー                                                               | 大西信介                      | 市野龍一                                            | 佐川和夫                       | 10月13日      | 5.7%   |
| 16          | 飛ぶクジラ                       | - カオスジラーク - カオスヘッダー - フライホエールジラーク                                                 | 長谷川圭一                    | 市野龍一                                            | 佐川和夫                       | 10月20日      | 6.8%   |
| 17          | 異次元の罠                       | - ギギ（A、B、C） - 三面異次元人ギギ                                                                       | 武上純希                      | 村石宏實                                            | 村石宏實                       | 10月27日      | 6.4%   |
| 18          | 二人（にびと）山伝説             | 戀鬼 | 川上英幸                      | 村石宏實                                            | 村石宏實                       | 11月3日       | 7.3%   |
| 19          | 星の恋人                         | - アングリラ - ミゲロン星人（レダ、レカ）                                                                  | 梶研吾                        | 八木毅                                              | 八木毅                         | 11月10日      | 7.6%   |
| 20          | ムサシの空                       | ボルギルス                                                                                                 | 林壮太郎                      | 八木毅                                              | 八木毅                         | 11月17日      | 7.7%   |
| 21          | テックブースター出動せよ（前編） | - カオスパラスタン - カオスヘッダー                                                                        | - 梶研吾 - 林壮太郎           | 根本実樹                                            | 佐川和夫                       | 11月24日      | 5.9%   |
| 22          | テックブースター出動せよ（後編） | - カオスパラスタン - カオスパラスタンS - カオスヘッダー - パラスタン                                       | - 梶研吾 - 林壮太郎           | 根本実樹                                            | 佐川和夫                       | 12月1日       | 7.6%   |
| 23          | ルナ対ルナ                       | - ゲルワーム - ニセウルトラマンコスモス                                                                    | 荒木憲一                      | 北浦嗣巳                                            | 佐川和夫                       | 12月8日       | 6.8%   |
| 24          | ぬくもりの記憶                   | グラガス                                                                                                   | 右田昌万                      | 原田昌樹                                            | 原田昌樹                       | 12月15日      | 6.1%   |
| 25          | 異星の少女（ひと）               | - グインジェ - スレイユ星人 ラミア                                                                         | 増田貴彦                      | 原田昌樹                                            | 原田昌樹                       | 12月22日      | 7.7%   |
| 26          | カオスを倒す力                   | カオスヘッダー・イブリース                                                                                 | 大西信介                      | 北浦嗣巳                                            | 佐川和夫                       | 12月29日      | 5.9%   |
| 27          | 地球生まれの宇宙怪獣             | - ザランガ - ベビーザランガ                                                                                | 前川淳                        | 市野龍一                                            | 高野敏幸                       | 2002年 1月5日 | 3.6%   |
| 28          | 強さと力                         | - カオスエリガル - エリガル - カオスヘッダー                                                               | 大西信介                      | 市野龍一                                            | 高野敏幸                       | 1月12日       | 6.5%   |
| 29          | 夢みる勇気                       | - カオスヘッダー・メビュート - リドリアス - カオスエリガル                                                 | 大西信介                      | 根本実樹                                            | 佐川和夫                       | 1月19日       | 7.0%   |
| 30          | エクリプス                       | - カオスヘッダー・メビュート - リドリアス                                                                  | 大西信介                      | 根本実樹                                            | 佐川和夫                       | 1月26日       | 6.9%   |
| 31          | ゴンを救え                       | - カオスクレバーゴン - カオスヘッダー - クレバーゴン                                                       | 武上純希                      | 村石宏實                                            | 村石宏實                       | 2月2日        | 6.1%   |
| 32          | 悪夢の実験                       | - ゴルメデβ - リドリアス - スピットル - モグルドン - ミーニン - イフェメラ - ジェルガ - ボルギルス         | 山本優                        | 村石宏實                                            | 村石宏實                       | 2月9日        | 5.4%   |
| 33          | 怪獣狙撃手（ハンター）           | - カオスネルドラント - ネルドラント - カオスヘッダー                                                       | - 梶研吾 - 林壮太郎           | 八木毅                                              | 八木毅                         | 2月16日       | 5.1%   |
| 34          | 海神の怒り                       | レイキュラ                                                                                                 | 林壮太郎                      | 八木毅                                              | 八木毅                         | 2月23日       | 6.8%   |
| 35          | 魔法の石                         | ラグストーン                                                                                               | 川上英幸                      | 原田昌樹                                            | 原田昌樹                       | 3月2日        | 6.2%   |
| 36          | 妖怪の山                         | - マハゲノム - ヤマワラワ                                                                                  | 武上純希                      | 原田昌樹                                            | 原田昌樹                       | 3月9日        | 6.1%   |
| 37          | フブキ退任?!                     | - カオステールダス - テールダス - カオスヘッダー                                                           | 前川淳                        | 市野龍一                                            | 鈴木健二                       | 3月16日       | 6.0%   |
| 38          | オヤジ星人                       | - ヘルズキング - ベリル星人                                                                                | 増田貴彦                      | 市野龍一                                            | 鈴木健二                       | 3月23日       | 5.9%   |
| 39          | 邪悪の光                         | - カオスウルトラマン - カオスヘッダー                                                                      | 大西信介                      | 根本実樹                                            | 佐川和夫                       | 3月30日       | 3.5%   |
| 40          | 邪悪の巨人                       | - カオスウルトラマン - カオスネルドラントII - ネルドラントII                                               | 川上英幸                      | 根本実樹                                            | 佐川和夫                       | 4月6日        | 6.6%   |
| 41          | 緑の逃亡者                       | - サイドバクター - エクステル星のアンドロイド - グリーンベルト星の人型宇宙植物生命体                       | 荒木憲一                      | 石井てるよし                                        | 佐川和夫                       | 4月13日       | 5.5%   |
| 42          | ともだち                         | - カオスデルゴラン - ソル - カオスヘッダー - デルゴラン                                                    | 大西信介                      | 石井てるよし                                        | 佐川和夫                       | 4月20日       | 5.2%   |
| 43          | 操り怪獣                         | - ノワール星人 - テールダス・メカレーター - ネルドラント・メカレーター                                     | 川上英幸                      | 村石宏實                                            | 村石宏實                       | 4月27日       | 6.0%   |
| 44          | ギギVSゴン                       | - ギギ（プログレス） - ギギドクター - クレバーゴン - クレバーゴンジャイアント                              | 武上純希                      | 村石宏實                                            | 村石宏實                       | 5月4日        | 5.1%   |
| 45          | 遊園地伝説                       | ムゲラ | 右田昌万                      | 八木毅                                              | 八木毅                         | 5月11日       | 4.9%   |
| 46          | 奇跡の花                         | キュリア星人                                                                                               | 林壮太郎                      | 八木毅                                              | 八木毅                         | 5月18日       | 5.8%   |
| 47          | 空の魔女                         | ギリバネス                                                                                                 | 鈴木智                        | 原田昌樹                                            | 原田昌樹                       | 5月25日       | 5.7%   |
| 48          | ワロガ逆襲                       | ワロガ | 右田昌万                      | 原田昌樹                                            | 原田昌樹                       | 6月1日        | 4.0%   |
| 49          | 宇宙の雪                         | - アルケラ - スノースター                                                                                  | 大西信介                      | 市野龍一                                            | 鈴木健二                       | 6月8日        | 3.9%   |
| 50          | 怪獣密輸!?                       | バデータ                                                                                                   | 川上英幸                      | 市野龍一                                            | 鈴木健二                       | 初回 放映なし | —      |
| 51          | カオスの敵                       | - カオスマザルガス - マザルガス - カオスヘッダー                                                           | 梶研吾                        | 根本実樹                                            | 佐川和夫                       | 7月20日       | 4.4%   |
| 52          | 変身不能!?                       | - ザゲル - コイシス星人 ジュネ                                                                             | - 林壮太郎 - 梶研吾（原案）   | 根本実樹                                            | 佐川和夫                       | 初回 放映なし | —      |
| 53          | 未来怪獣                         | - ラグストーン・メカレーター - アラドス - ノワール星人                                                     | 荒木憲一                      | 石井てるよし                                        | 佐川和夫                       | 7月27日       | 5.9%   |
| 54          | 人間転送機                       | タブリス                                                                                                   | 大西信介                      | 石井てるよし                                        | 佐川和夫                       | 初回 放映なし | —      |
| 55          | 最終テスト                       | - ガモランII - ミーニン - 宇宙少女                                                                         | 武上純希                      | 村石宏實                                            | 村石宏實                       | 8月3日        | 3.4%   |
| 56          | かっぱの里                       | かわのじ                                                                                                   | 川上英幸                      | 村石宏實                                            | 村石宏實                       | 初回 放映なし | —      |
| 57          | 雪の扉                           | グラルファン                                                                                               | 太田愛                        | 原田昌樹                                            | 原田昌樹                       | 8月10日       | 4.4%   |
| 58          | 復讐の空                         | ギラッガス                                                                                                 | 右田昌万                      | 原田昌樹                                            | 原田昌樹                       | 初回 放映なし | —      |
| 59          | 最大の侵略                       | - カオスウルトラマン - カオスウルトラマンカラミティ                                                        | 梶研吾                        | 八木毅                                              | 八木毅                         | 8月17日       | 4.6%   |
| 60          | カオス大戦                       | カオスウルトラマンカラミティ                                                                               | 梶研吾                        | 八木毅                                              | 八木毅                         | 8月24日       | 4.7%   |
| 61          | 禁断の兵器                       | ヘルズキング改                                                                                             | 増田貴彦                      | 市野龍一                                            | 鈴木健二                       | 8月31日       | 5.3%   |
| 62          | 地球の悲鳴                       | - カオスウルトラマンカラミティ - カオスドルバ< - ドルバ - リドリアス - カオスヘッダー                      | 増田貴彦                      | 市野龍一                                            | 鈴木健二                       | 9月7日        | 5.6%   |
| 63          | カオス激襲                       | - カオスエリガルII - エリガルII - カオスヘッダー                                                           | 大西信介                      | 根本実樹                                            | 佐川和夫                       | 9月14日       | 6.2%   |
| 64          | 月面の決戦                       | - カオスウルトラマンカラミティ - カオスダークネス - ミーニン                                               | 大西信介                      | 根本実樹                                            | 佐川和夫                       | 9月21日       | 5.8%   |
| 65          | 真の勇者                         | - カオスダークネス - リドリアス - モグルドン - ボルギルス - カオスヘッダー0                                | 大西信介                      | 根本実樹                                            | 佐川和夫                       | 9月28日       | 4.9%   |
| 番外 （50） | 特別総集編1 コスモス最大の危機   | - カオスウルトラマン - カオスウルトラマンカラミティ                                                        | - 梶研吾 - 川上英幸（構成）   | 八木毅                                              | 八木毅                         | 6月22日       | 5.0%   |
| 番外 （51） | 特別総集編2 コスモス最後の戦い   | - カオスダークネス - カオスウルトラマンカラミティ - リドリアス - モグルドン - ボルギルス - カオスヘッダー0 | - 大西信介 - 川上英幸（構成） | - 八木毅（総集編監督） - 根本実樹（オリジナル監督） | 佐川和夫（オリジナル特技監督） | 6月29日       | 7.0%   |

## 他媒体展開

### 映画作品
『ウルトラマンコスモス THE FIRST CONTACT』
本作品の映画作品。少年時代のムサシとウルトラマンコスモスをはじめとする本作品のキャラクターが登場。
『ウルトラマンコスモス2 THE BLUE PLANET』
本作品の映画作品。ムサシとウルトラマンコスモスをはじめとする本作品のキャラクターが登場。
『ウルトラマンコスモスVSウルトラマンジャスティス THE FINAL BATTLE』
本作品の映画作品。ムサシとウルトラマンコスモスをはじめとする本作品のキャラクターが登場。
『大怪獣バトル ウルトラ銀河伝説 THE MOVIE』
大怪獣バトルシリーズの映画作品。別次元のムサシが登場。
『ウルトラマンサーガ』
春野ムサシ / ウルトラマンコスモスとアヤノが登場。
初期プロットではムサシとアヤノ以外のTEAM EYESメンバーやジュリ/ウルトラマンジャスティス、ウルトラマンレジェンドなども登場する予定だった。
『劇場版 ウルトラマンギンガS 決戦!ウルトラ10勇士!!』
春野ムサシ / ウルトラマンコスモスが登場。

### ネットムービー
『ウルトラマンオーブ THE ORIGIN SAGA』
Amazon Prime Videoで配信。『ウルトラマンオーブ』のスピンオフ作品で、春野ムサシ / ウルトラマンコスモスが登場。
『ウルトラギャラクシーファイト 大いなる陰謀』
YouTubeにて配信。ウルトラマンコスモスとウルトラマンジャスティスが登場。
『ウルトラギャラクシーファイト 運命の衝突』
前作に引き続き、ウルトラマンコスモスとウルトラマンジャスティスが登場。

### 映像ソフト化
- 本編のDVDは2002年2月5日 - 2003年3月28日に発売。本放送された全60話を収録。全15巻で、各巻4話収録。特典映像にノンテロップオープニング、エンディング（エンディングは各回ごと）、各話予告編（15秒バージョン）、メイキング、怪獣デザイン画集が収録されている。また、各エピソード毎の開始前にはテレビ版における放映開始前の番組紹介が挿入されている。
- 2008年2月22日にテレビ本編と劇場版1の内容を1時間に再編集した「クライマックスストーリーズ ウルトラマンコスモス」が発売。ナレーションは春野ムサシ役の杉浦太陽が担当。劇場版2と劇場版3の収録はされていない。
- 2011年7月7日（第1話放送からちょうど10年で、円谷英二の110回目の誕生日でもある）に全65話+特別編3話を収録したDVD-BOXが発売された。

### 漫画作品
- てれコロコミック
  - 2001年夏休み増刊号 かとうひろし
  - 2002年冬休み増刊号 犬木栄治
- パロディ漫画
  - ウルトラかっとび!コスモスくん 玉井たけし てれびくん 2001年 - 2002年連載
  - おまかせ!! コスモスくん むさしのあつし 小学二年生 2002年連載
  - ウルトラマンコスモスくん むさしのあつし 小学三年生 2002年連載